# سيارات فولفو
شركة فولفو للسيارات (بالإنجليزية: Volvo Car AB)‏، يتم تداولها باسم سيارات فولفو (بالإنجليزية: Volvo Cars)‏ (بالسويدية: Volvo personvagnar)‏ (تنمق VOLVO في شعار الشركة) هي شركة سويدية متعددة الجنسيات لتصنيع المركبات الفاخرة . يقع المقر الرئيسي لفولفو في تورسلاندا، غوتنبرغ. تصنع الشركة سيارات الدفع الرباعي، وسيارات الصالون العائلية ، والسيارات السيدان . يتمحور التسويق الرئيسي للشركة حول السلامة والتراث والتصميم السويدي.
انفصلت سيارات فولفو عن التكتل الأم السابق والمنتج للشاحنات الثقيلة والحافلات ومعدات البناء (من بين أمور أخرى) فولفو منذ عام 1999 عندما باعت فولفو قسم السيارات التابع لها سيارات فولفو إلى شركة فورد مقابل 6٫47 دولار أمريكي. في 28 مارس 2010، شركة فورد باعت سيارات فولفو بخسارة لشركة جيلي القابضة مقابل 1.8 مليار دولار؛ وأُغلقت الصفقة في أغسطس 2010. تم إدراج سيارات فولفو علنًا في بورصة ستوكهولم في عام 2021، على الرغم من أن شركة جيلي القابضة لا تزال تحتفظ بملكية الأغلبية. تتشارك سيارات فولفو وشركة فولفو في شعار فولفو، وتتعاونان في إدارة متحف فولفو.
في مارس 2021، أعلنت سيارات فولفو أنها ستصبح علامة تجارية كهربائية بالكامل بحلول عام 2030، مع بيع المركبات حصريًا عبر الإنترنت. في يونيو 2021، أعلنت سيارات فولفو وشركة نورثفولت السويدية لتطوير وتصنيع البطاريات عن نيتهما إنشاء مشروع مشترك بنسبة 50/50 يتكون من مصنع ضخم للبطاريات ومركز للبحث والتطوير. في ديسمبر 2021، تم الكشف عن أن مركز البحث والتطوير للبطاريات سيكون موجودًا في جوتنبرج. في فبراير 2022، تم اختيار جوتنبرج أيضّاً كموقع لمصنع البطاريات العملاق.خلال عامي 2021 و2022، نقلت سيارات فولفو قدراتها البحثية والإنتاجية لمحركاتها الهجينة في سكوفدي وتشانغجياكو إلى أوروباي، في مشروع مشترك مع جيلي. في عام 2023، قامت فولفو بإزالة المحركات التقليدية كخيار، مما يعني أن المحركات الهجينة الخفيفة هي خيار المحرك الأساسي في الولايات المتحدة.
تملك سيارات فولفو 48.3% من بوليستار بالإضافة إلى 50% من نوفو إنيرجي (بطاريات المركبات الكهربائية)، و100% من زينساكت (برمجيات AD وADAS)، و100% من هالي تيك (أنظمة المعلومات والترفيه القائمة على نظام أندرويد). اعتباراً من عام 2022، تمتلك سيارات فولفو مصانع إنتاج في تورسلاندا في السويد، وريدجفيل بولاية كارولاينا الجنوبية في الولايات المتحدة، وخنت في بلجيكا، وداتشينغ في الصين.

## التاريخ

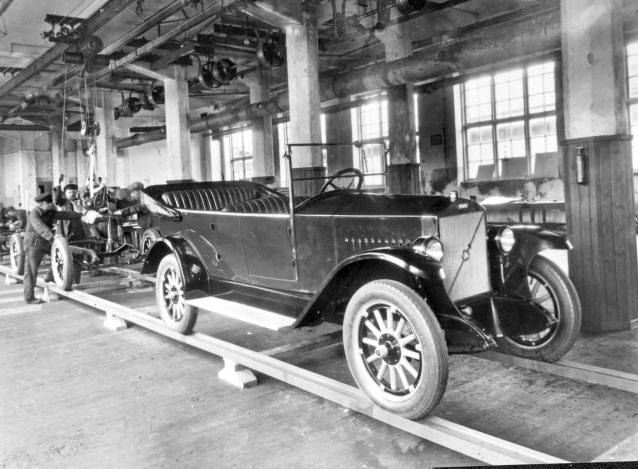
أول سيارة فولفو خرجت من خط التجميع في 14 أبريل 1927 كانت تسمى فولفو ÖV 4

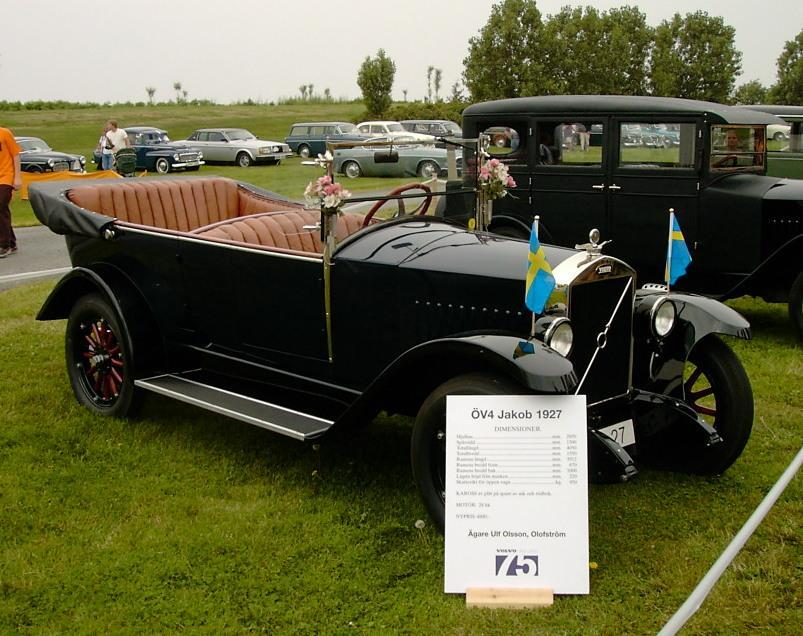
سيارة فولفو ÖV 4 تم ترميمها، الصورة تم التقاطها في عام 2006

### 1927–1999

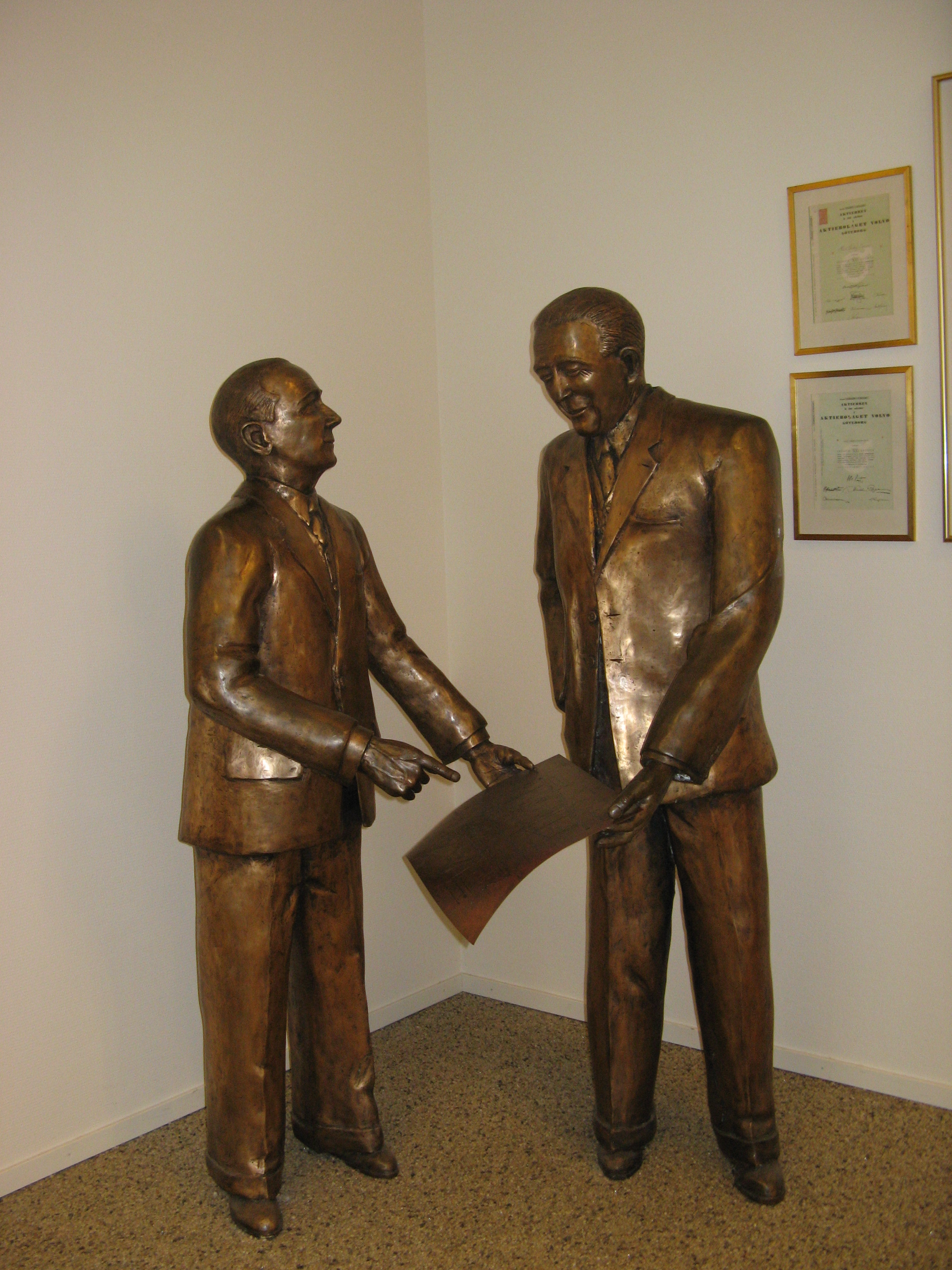
تمثال برونزي لغوستاف لارسون وأسار غابريلسون في متحف فولفو في جوتنبرج

تأسست شركة فولفو على مفهوم السلامة في عام 1927، في جوتنبرج، السويد:
تم إنشاء الشركة كشركة تابعة لشركة إس كيه إف. تم تعيين أسار غابريلسون مديراً إدارياً وجوستاف لارسون مديراً فنياً.

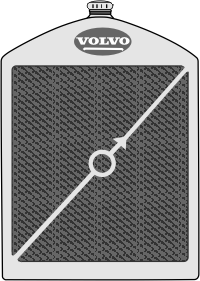
شعار فولفو في عام 1927

تم تسجيل العلامة التجارية فولفو (وهي كلمة لاتينية وتعني "أنا أتدحرج") لأول مرة بواسطة شركة إس كيه إف في 11 مايو 1915 بهدف استخدامها في سلسلة خاصة من محامل الكرات للسوق الأمريكية ولكن لم يتم استخدامها لهذا الغرض أبدًا (ومع ذلك في طلب العلامة التجارية، تم تحديدها أيضًا لغرض السيارات). تم استخدام العلامة التجارية إس كيه إف كما تبدو اليوم بدلاً من ذلك لجميع منتجات إس كيه إف. تم تصنيع بعض سلاسل ما قبل سلسلة محامل فولفو التي تحمل ختم العلامة التجارية "فولفو" ولكن لم يتم طرحها في السوق مطلقًا، ولم يتم استخدام العلامة التجارية مرة أخرى حتى عام 1927، الآن كعلامة تجارية واسم شركة لسيارة.
خرجت أول سيارة فولفو من خط التجميع في 14 أبريل 1927، وكانت تسمى فولفو ÖV 4 . بعد ذلك، أنتجت الشركة الشابة مركبات ذات سقف مغلق ومركبات مكشوفة، والتي تم تصميمها لتتحمل بقوة المناخ والتضاريس السويدية. في طلب تسجيل شعار فولفو في عام 1927، قاموا ببساطة بعمل نسخة من المبرد بأكمله لـ ÖV4، كما يُرى من الأمام. الشعار الدائري الذي يحتوي على سهم يشير إلى اليمين ( ♂ ) هو الرمز اليوناني الكيميائي للحديد .
تم تقديم سيارة الركاب فولفو PV444 في عام 1944، ولم تدخل الإنتاج إلا في عام 1947. كانت أصغر سيارة فولفو على الإطلاق وأصبحت السيارة الأكثر إنتاجًا التي أنتجتها فولفو، وقادت تحرك فولفو إلى السوق الأمريكية المربحة. وصلت سيارات فولفو الأولى إلى الولايات المتحدة في عام 1955، بعد أن بدأ تاجر الجملة للأجهزة ليو هيرش في توزيع السيارات في كاليفورنيا. وفي وقت لاحق، تمت إضافة ولاية تكساس، وفي عام 1956، بدأت شركة فولفو نفسها في استيراد السيارات إلى الولايات المتحدة. لقد كانت أمريكا الشمالية تزود شركة فولفو بشكل مستمر بمنفذها الرئيسي منذ ذلك الحين.
في عام 1963، افتتحت شركة فولفو مصنع تجميع فولفو هاليفاكس، وهو أول مصنع تجميع في تاريخ الشركة خارج السويد، في هاليفاكس، نوفا سكوشا، كندا. في عام 1964، افتتحت شركة فولفو مصنعها في تورسلاندا في السويد، والذي يعد حاليًا أحد أكبر مواقع إنتاجها (خاصة السيارات الكبيرة وسيارات الدفع الرباعي). ثم في عام 1965، تم افتتاح مصنع خنت في بلجيكا، وهو ثاني أكبر موقع إنتاج للشركة. كان هذا أيضًا أول موقع لشركة فولفو لإنتاج السيارات داخل المجتمع الاقتصادي الأوروبي. في عام 1989، تم افتتاح مصنع أوديفالا في السويد، والذي تم تشغيله بشكل مشترك من قبل مجموعة فولفو للسيارات وبينينفارينا السويدية من عام 2005 إلى عام 2013.

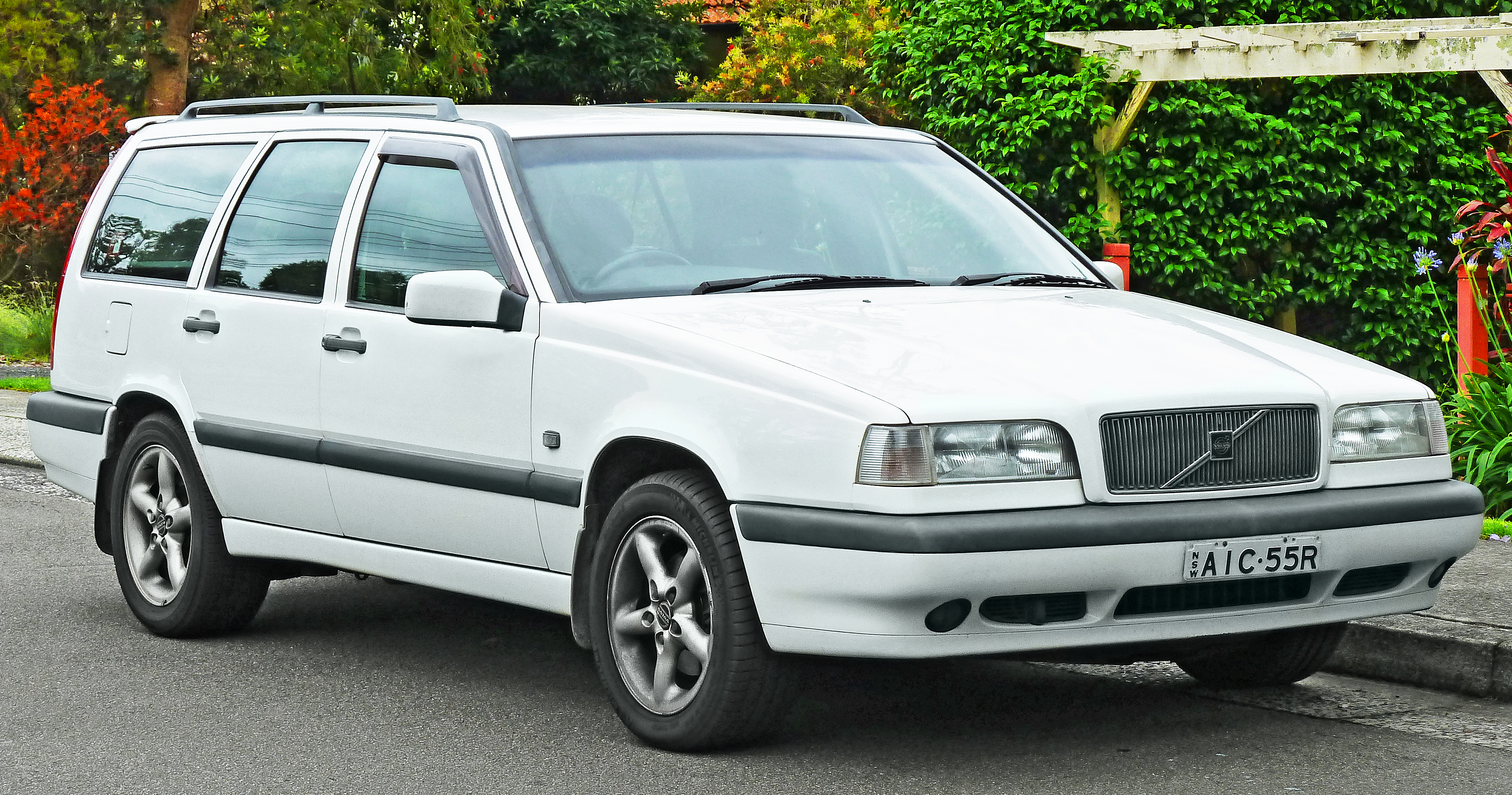
1997 فولفو 850 إستيت

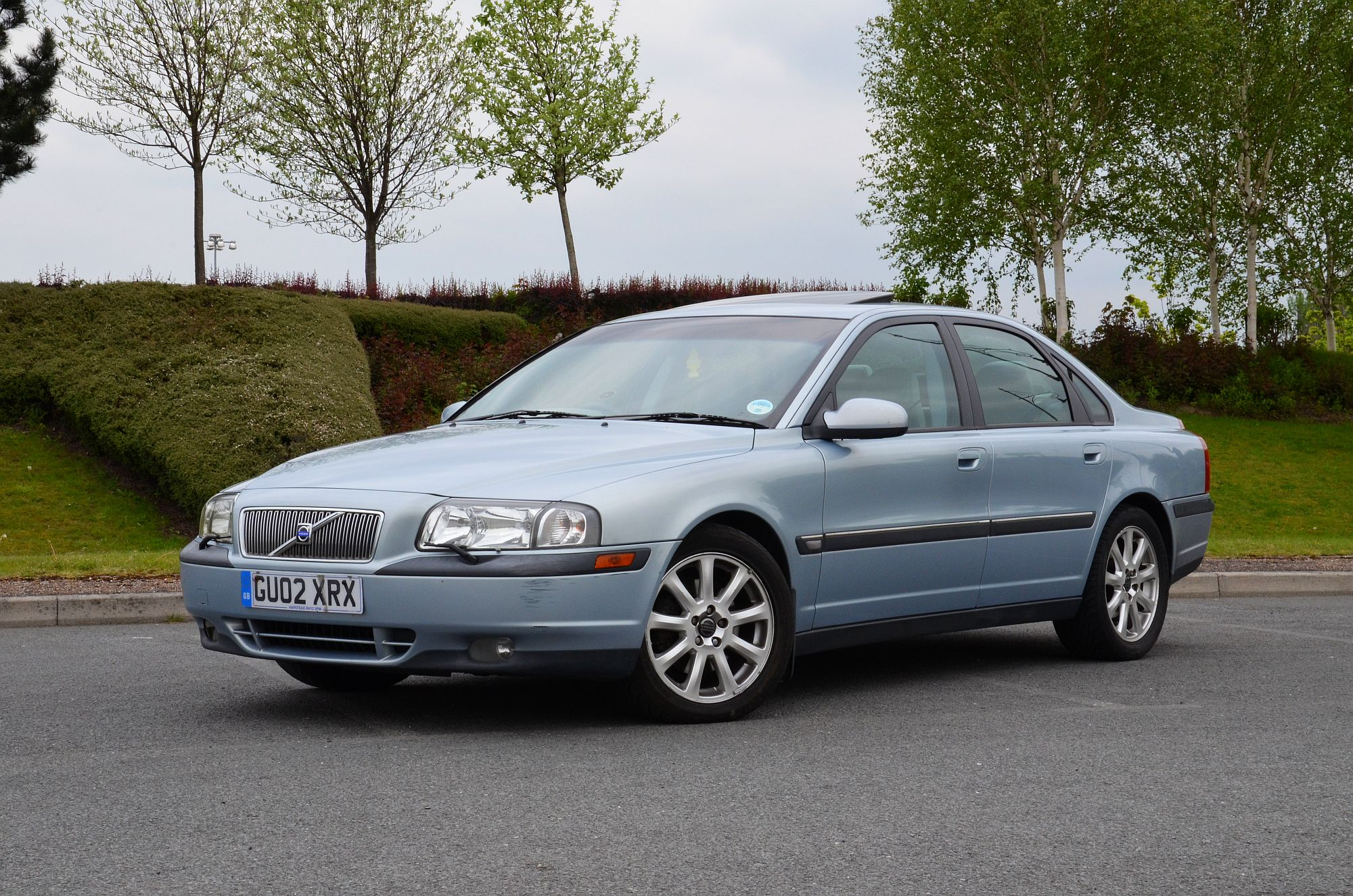
2002 فولفو إس 80

في أوائل سبعينيات القرن العشرين، استحوذت فولفو على قسم سيارات الركاب التابع لشركة داف الهولندية، وقامت بتسويق سياراتها الصغيرة باسم فولفو قبل إطلاق سيارة فولفو 340 الهولندية الصنع، والتي أصبحت من أكثر السيارات مبيعًا في سوق المملكة المتحدة في الثمانينيات. في عام 1986، باعت فولفو 113,267 سيارة في الولايات المتحدة، مما يمثل عامًا قياسيًا بالنسبة للشركة. إن ظهور العلامات التجارية اليابانية مثل أكيورا ولكزس والشعبية المتزايدة لعربات ستيشن واغن سوبارو في السنوات اللاحقة يعني خسارة حصة سوقية كبيرة لشركة فولفو، وهي الحصة التي لم تتمكن من استعادتها أبدًا.
أدرك الرئيس التنفيذي لشركة فولفو لفترة طويلة بير جي جيلينهامر في وقت مبكر أن فولفو كانت صغيرة جدًا بحيث لا يمكنها البقاء في المستقبل، وحاول عدة مرات الاندماج مع شركات تصنيع أخرى. كانت شركة فولفو على وشك الاندماج مع شركة ساب في أواخر السبعينيات، وفي عام 1978 كان من الممكن أن تشهد صفقة فاشلة استحواذ الدولة النرويجية على 40% من الشركة. وفي المقابل، ستحصل فولفو على 200 مليون كرونة سويدية وامتياز بنسبة عشرة بالمائة في حقل أوسيبيرج النفطي. عارضت المؤسسات الفاعلة الرئيسية في السويد الصفقة وعرقلتها. تم منع صفقة الاندماج مع شركة رينو في عام 1993، بسبب معارضة جمعية المساهمين السويدية بشكل أساسي.
توجد الآن مجموعة من أهم المركبات التاريخية لشركة فولفو في متحف فولفو، الذي افتتح في موقع دائم في أريندال في هيسينجين في 30 مايو 1995. لمدة عدة سنوات، تم حفظ المجموعة في بلو هانجر، في مطار تورسلاندا الذي كان مغلقًا آنذاك.
في عام 1999، قررت مجموعة فولفو بيع أعمال تصنيع السيارات من أجل التركيز على المركبات التجارية، وشراء حصة 5% في شركة صناعة السيارات اليابانية ميتسوبيشي موتورز (التي شاركت فيها مجموعة فولفو مع الحكومة الهولندية في مشروع مشترك في مصنع داف السابق في بورن، هولندا منذ عام 1991). رأت شركة فورد أن الاستحواذ على شركة أوروبية مربحة لتصنيع السيارات متوسطة الحجم، والمعروفة بجوانب السلامة، يعد ميزة كبيرة، وذلك كإضافة إلى مجموعة بريميير للسيارات التابعة لها. تم الإعلان عن شراء شركة فولفو للسيارات في 28 يناير 1999، وفي العام التالي تم الانتهاء من عملية الاستحواذ بسعر 6.45 مليار دولار أمريكي. نتيجة لعملية التخارج، تم استخدام العلامة التجارية فولفو من قبل شركتين منفصلتين:
- مجموعة فولفو - شركة مصنعة للشاحنات والحافلات ومعدات البناء (من بين أمور أخرى) مملوكة لمصالح سويدية
- مجموعة فولفو للسيارات أو فولفو كارز – شركة تصنيع سيارات مملوكة لشركة فورد موتور

أتمت مجموعة فولفو صفقة الـ 5% مع ميتسوبيشي في نوفمبر 1999، ولكنها باعت حصتها مرة أخرى إلى شركة ميتسوبيشي للصناعات الثقيلة في مارس 2001.

### عهد فورد، 1999–2010

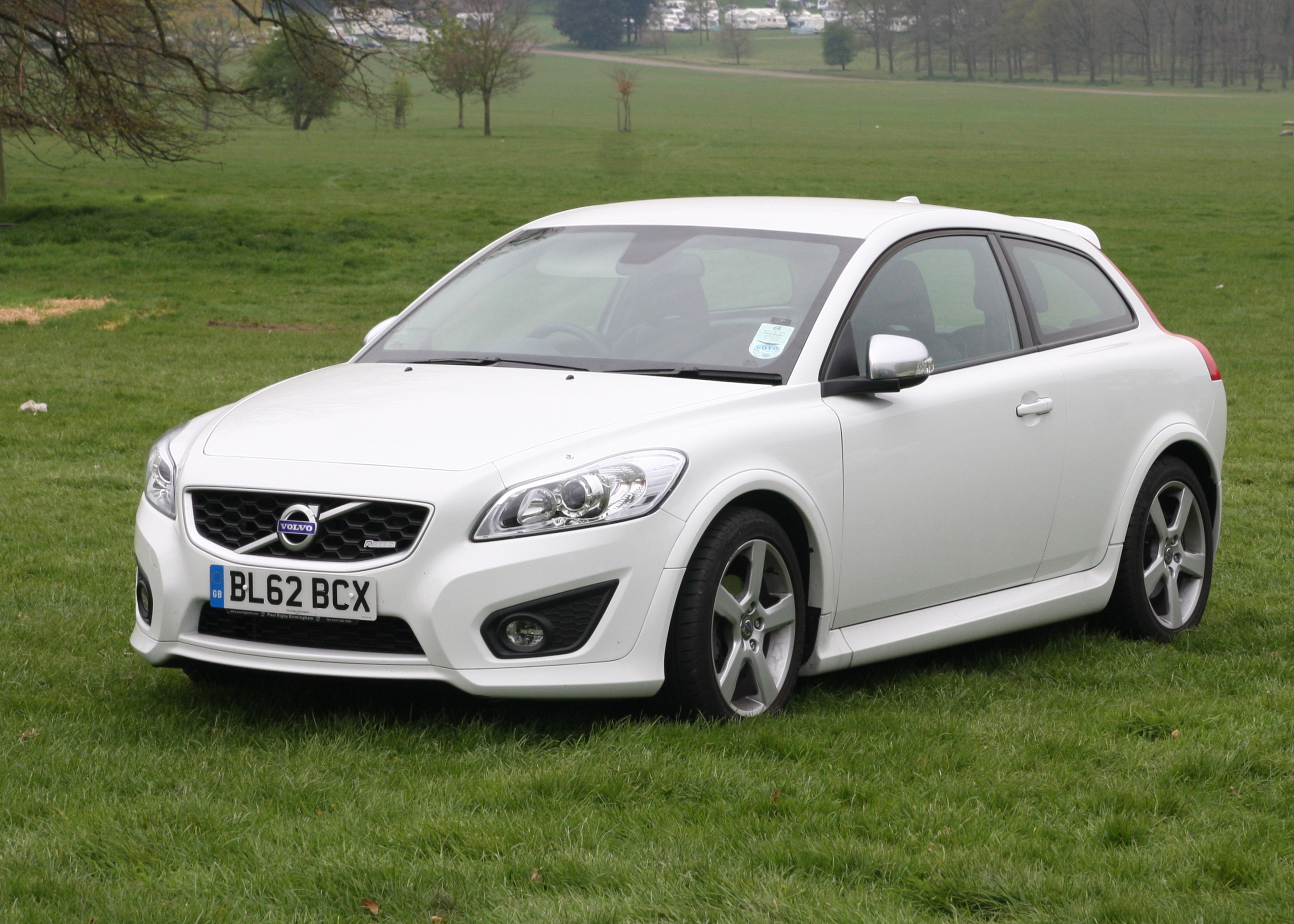
تعتبر فولفو سي 30 أحد الأمثلة على سيارة فولفو التي تم إنتاجها تحت ملكية فورد.

كانت مجموعة فولفو للسيارات جزءًا من مجموعة بريميير للسيارات (PAG) التابعة لشركة فورد موتور، إلى جانب جاغوار وآستون مارتن ولاند روفر. وفي حين كانت الشركة جزءًا من مجموعة بريميير للسيارات (PAG)، قامت بتوسيع نطاق مركباتها بشكل كبير. في المقابل، حاولت فورد، مع عدم نجاح كبير في السوق، الاستفادة من التآزر من فولفو، أي من خلال مشاركة منصة أعيد تصميمها والعديد من ميزات السلامة من فولفو إس 80 مع فورد فايف هاندرد (وغيرها).
بعد أن باعت شركة فورد جاغوار لاند روفر لشركة تاتا موتورز الهندية في عام 2008، قررت الشركة في البداية الاحتفاظ بشركة فولفو للسيارات على الرغم من الخسائر المتزايدة والانحدار الاقتصادي الكبير. قررت فورد إعادة هيكلة خططها لسيارات فولفو، ودفعها إلى فئة أكثر فخامة، إلى جانب سيارات السيدان وعربات النقل وسيارات الكروس أوفر الرياضية متعددة الاستخدامات من مرسيدس وبي إم دبليو. وكانت النتيجة الجيل الثاني الفاخر من فولفو إس 80 والكروس أوفر الفاخرة الصغيرة الجديدة فولفو إكس سي 60.
عندما هددت الأزمة الاقتصادية العالمية في عام 2008 شركات صناعة السيارات الأميركية، أصبحت السلطات السويدية تشعر بالقلق بشأن مصير شركة فولفو في حال أعلنت شركة فورد إفلاسها. وتزايدت هذه المخاوف بعد عمليات التسريح الجماعي المتكررة التي شهدتها فولفو. في ديسمبر 2008، أعلنت شركة فورد أنها تفكر في بيع سيارات فولفو. في البداية، تم الإعلان عن سعر بيع قدره 6 مليار دولار أمريكي. وقالت فورد إنها تدرس أيضًا إمكانية فصل فولفو كشركة مستقلة. وطُلب من الحكومة السويدية النظر في ملكية الدولة المحتملة لشركة فولفو، أو خطة إنقاذ مالية لسيارات فولفو وشركة ساب التابعة لشركة جنرال موتورز. وافقت الشركة الأم السابقة إيه بي فولفو على مساعدة فولفو في خفض التكاليف من خلال الشراكات، واقترحت المشاركة في ملكية مشتركة لسيارات فولفو، كجزء من اتحاد أكبر. ومن بين المرشحين الآخرين الذين ترددت شائعات عنهم لشراء شركة فولفو للسيارات شركة بي إم دبليو إيه چي الألمانية، والمستثمر إيه بي السويدية، ومستثمرين صينيين، ومستثمرين روس.
على الرغم من الشائعات التي انتشرت حول قيام فولكس فاجن بشراء سيارات فولفو، وعلى الرغم من النفي الأولي، فقد تم اختيار شركة جيلي القابضة في النهاية للاستحواذ على شركة صناعة السيارات السويدية. يُزعم أن شركة جيلي القابضة عرضت حوالي 1.5 مليار دولار أمريكي للاستحواذ على شركة فولفو، مع استثمار جولدمان ساكس 2.59 مليار دولار هونج كونج (334 مليون دولار أمريكي) في الشركة القابضة.

### عصر جيلي، 2010 حتى الآن

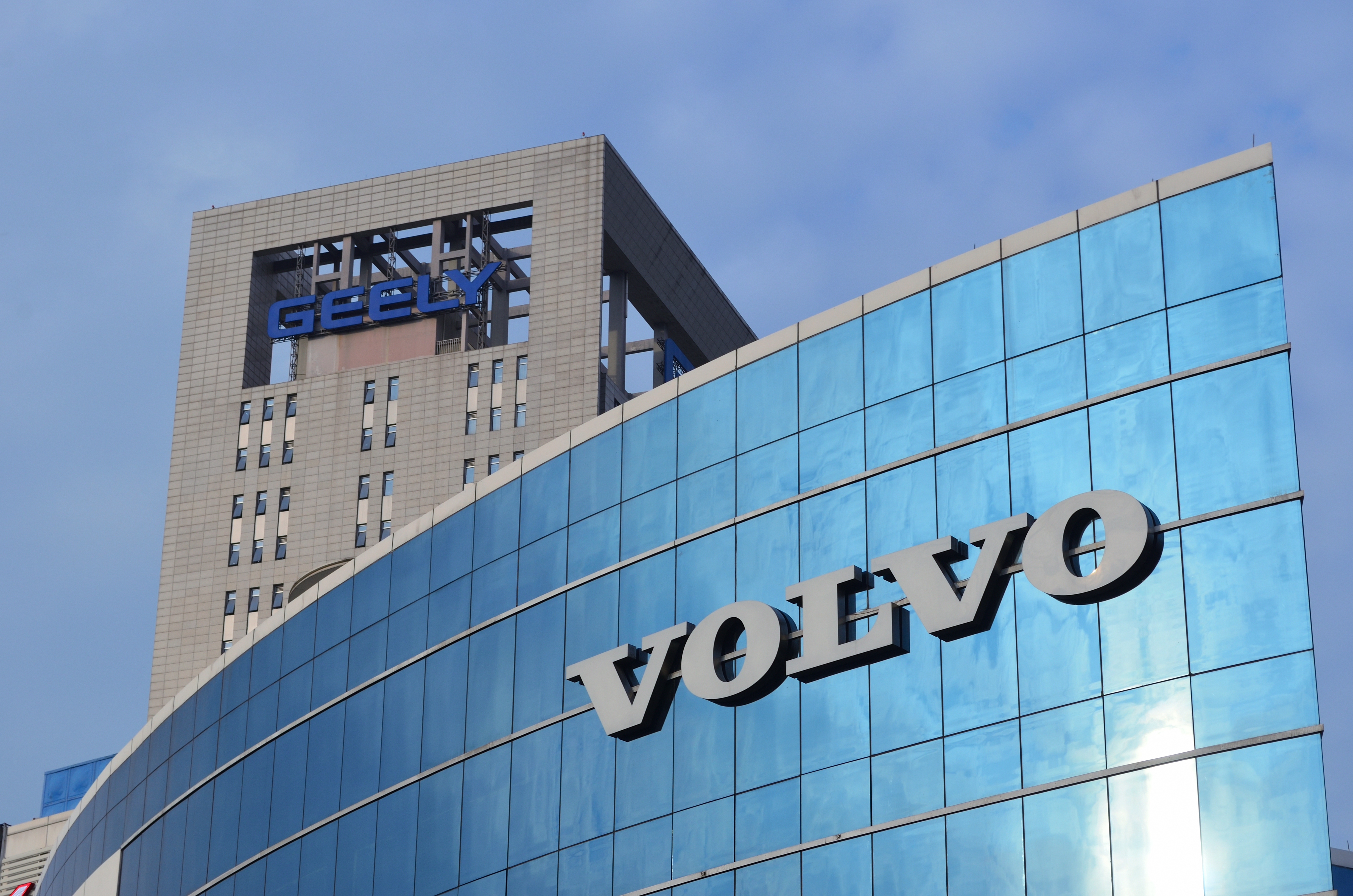
مكتب فولفو في هانغتشو (مع المقر الرئيسي لشركة جيلي في الخلفية)

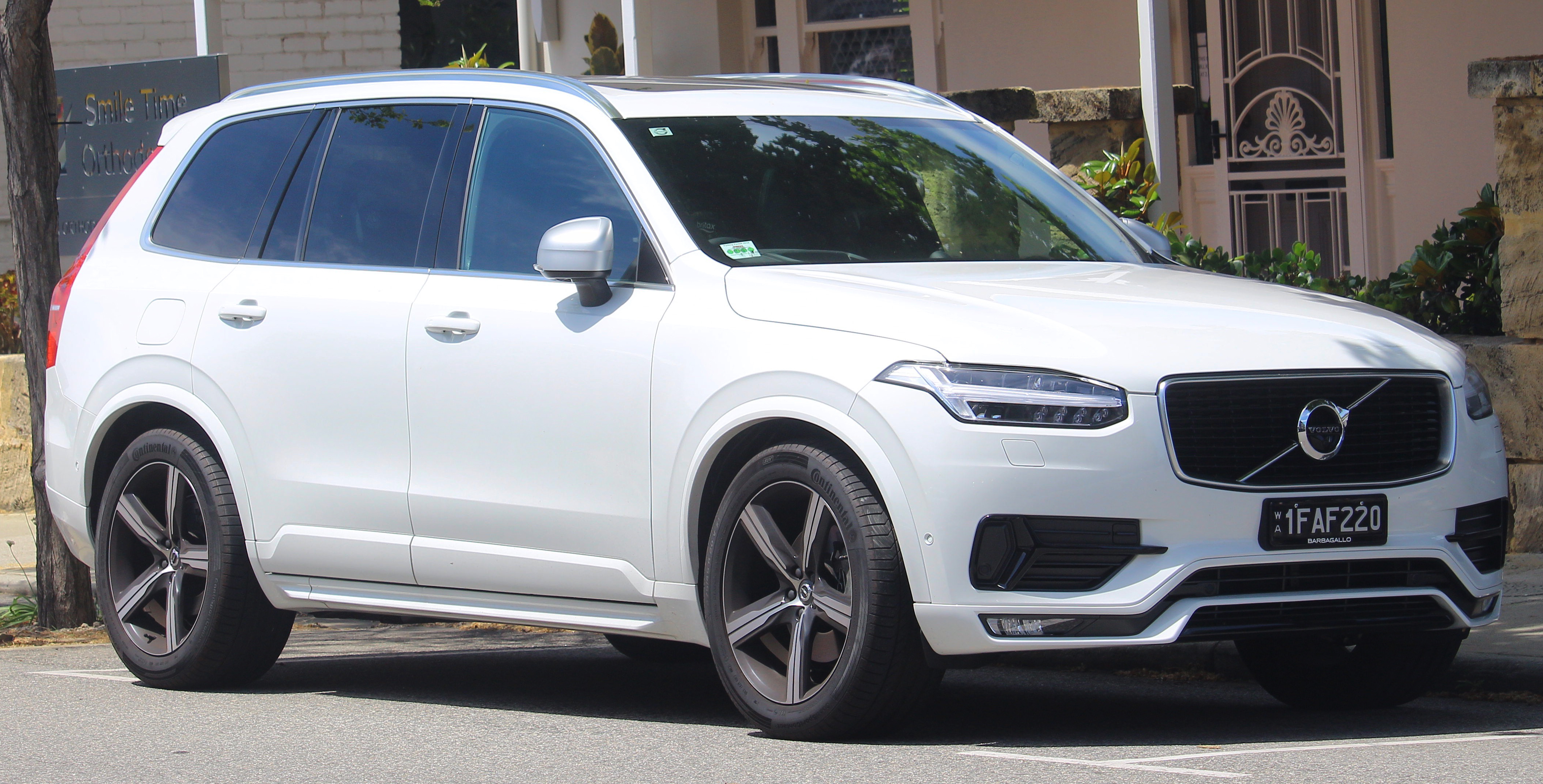
2016 فولفو إكس سي 90، أول سيارة فولفو تم تطويرها بالكامل تحت ملكية جيلي

شعار فولفو من 2015 الى 2021

عرضت شركة فورد موتور سيارات فولفو للبيع في ديسمبر 2008، بعد أن تكبدت خسائر في ذلك العام. في 28 أكتوبر 2009، أكدت فورد أنه بعد النظر في عدة عروض، فإن المشتري المفضل لشركة فولفو للسيارات هو مجموعة جيلي القابضة، الشركة الأم لشركة تصنيع السيارات جيلي للسيارات. في 23 ديسمبر 2009، أكدت فورد أن شروط البيع لجيلي قد تم تسويتها. تم توقيع الاتفاقية النهائية في 28 مارس 2010 بقيمة 1,8 مليار دولار أمريكي. وقد وافقت المفوضية الأوروبية ووزارة التجارة الصينية على الصفقة يومي 6 و29 يوليو/ 2010 على التوالي. تم إغلاق الصفقة في 2 أغسطس 2010 بدفع جيلي 1.3 مليار دولار نقدًا وسندات بقيمة 200 مليون دولار. ومن المتوقع أن يتم دفع مبالغ إضافية مع "تعديل" الأسعار في وقت لاحق. إنها أكبر عملية استحواذ خارجية تقوم بها شركة صناعة سيارات صينية.
ستيفان جاكوبي ، الرئيس التنفيذي السابق لشركة فولكس فاجن أمريكا، أصبح رئيسًا ومديرًا تنفيذيًا لمجموعة فولفو للسيارات في 16 أغسطس 2010، ليحل محل ستيفن أوديل، الذي أصبح الرئيس التنفيذي لشركة فورد أوروبا. تم تعيين لي شوفو رئيسًا لمجلس إدارة سيارات فولفو. ومن بين أعضاء مجلس إدارته نائب الرئيس هانز أولوف أولسون، الرئيس التنفيذي السابق لسيارات فولفو، وهاكان صامويلسون، الرئيس التنفيذي السابق لشركة مان.
تحت ملكية جيلي، قامت فولفو بإعادة تركيز مجموعة منتجاتها. قامت الشركة المصنعة بتطوير خط جديد من محركات الديزل والبنزين المكونة من 3 و 4 أسطوانات مع التخلص من المحركات الأكبر حجمًا. كما طورت منصة مركبات جديدة، وهي بنية المنتج القابلة للتطوير (SPA)، وأعادت تقديم سلسلة موسعة من طرازات -90، بما في ذلك سيارة سيدان إس 90 وعربة فولفو في 90 بالإضافة إلى سيارة إس يو فيإكس سي 90 المعاد تصميمها.
في عام 2015، باعت فولفو أكثر من نصف مليون سيارة لأول مرة في تاريخها الممتد على مدى 89 عاماً.أعلنت شركة فولفو عن تحقيق مبيعات قوية في جميع مناطقها الرئيسية الثلاث على مستوى العالم. وارتفعت المبيعات في أوروبا بنسبة 10% في عام 2015 إلى 269 ألف وحدة، وهو ما يمثل أكثر من 50% من إجمالي الحجم العالمي. اكتسب انتعاش فولفو في الولايات المتحدة زخمًا، حيث ارتفعت المبيعات بنسبة 24% في عام 2015، في حين ظلت المبيعات في الصين مستقرة وسط بيئة مبيعات صعبة، لكن المبيعات ارتفعت بنسبة 11% في الربع الرابع.
في يوليو 2017، أعلنت شركة صناعة السيارات أنه بدءًا من عام 2019، ستتضمن جميع طرازاتها الجديدة محركًا كهربائيًا في مجموعة نقل الحركة الخاصة بها. إن تنفيذ هذا الإعلان قد يعني أن فولفو ستصبح أول شركة مصنعة تنهي إنتاج المركبات التي تعمل بمحركات الاحتراق الداخلي فقط، مع جعل جميع المركبات هجينة أو كهربائية . بين عامي 2019 و2021، تخطط فولفو لإطلاق ثلاث سيارات كهربائية تحت العلامة التجارية فولفو واثنتين أخريين تحت العلامة التجارية بوليستار للأداء.
تعتبر فولفو من الشركات الرائدة في مجال المركبات ذاتية القيادة. في 20 نوفمبر 2017، أعلنت أوبر أنها تخطط لشراء ما يصل إلى 24 ألف سيارة فولفو مصممة لقبول تكنولوجيا القيادة الذاتية بين عامي 2019 و2021. تتضمن هذه النية غير الملزمة خطة لمجموعة أوبر للتكنولوجيا المتقدمة لتصميم وبناء نظام القيادة الذاتية في سيارة إكس سي 90 إس يو في. وفي عام 2016، أعلنت الشركات أنها تخطط للتعاون في تصميم وتمويل السيارات ذات أنظمة القيادة الذاتية. تتطلب هذه المركبات نوعًا مختلفًا من آلية التوجيه والفرملة، بالإضافة إلى أجهزة الاستشعار. أدلى الرئيس التنفيذي لشركة فولفو للسيارات، هاكان سامويلسون، بهذا التعليق في مقابلة: "نحصل على الدعم لتطوير هذه السيارة ... إنها أيضًا صفقة تجارية كبيرة."
وفي عام 2017 أيضًا، أعلنت فولفو عن عرض اشتراك المركبات يسمى العناية من فولفو، والذي يقدم سيارة فولفو إكس سي 40 مقابل دفعة شهرية تشمل التأمين والصيانة. يتم تقديم العناية من فولفو في العديد من الأسواق الأوروبية، مثل ألمانيا والمملكة المتحدة وإيطاليا، وكذلك في الولايات المتحدة.
في فبراير 2020، أعلنت فولفو وجيلي أنهما بدأتا مناقشات رسمية حول اندماج الأعمال. كانت شركة جيلي تمتلك 100% من شركة فولفو، ولكن سيارات فولفو كانت تتمتع إلى حد كبير بالاستقلالية في استخدام مواردها. توقفت محادثات الاندماج هذه في وقت لاحق، وتم إدراج 18% من أسهم سيارات فولفو في بورصة ستوكهولم في أكتوبر 2021.
وفي أوائل عام 2021، أعلنت الشركة عن خططها للتوقف تمامًا عن بيع السيارات التي تعمل بالوقود الأحفوري بحلول عام 2030، والتحول إلى السيارات التي تعمل بالطاقة الكهربائية. تتضمن الخطة التخلص التدريجي من السيارات التي تعمل بالوقود الأحفوري فقط بحلول عام 2025، وتصنيع السيارات الكهربائية أو الهجينة فقط.
في عام 2021، أقامت سيارات فولفو مشروعًا مشتركًا مع جيلي لعمليات محركها الهجين. ستعمل الشركة الجديدة، أوروباي، على تطوير وتسويق حلول توليد القوة، واعتبارًا من عام 2022، ستشمل مصانع محركات سيارات فولفو في خوفدة وتشانغجياكو، إلى جانب عمليات البحث والتطوير الخاصة بتوليد القوة في غوتنبرغ.
في يونيو 2023، أدرجت أوكرانيا شركة جيلي في القائمة السوداء بسبب رفضها مغادرة السوق الروسية. وفي هذا الصدد، بدأت السلطات السويدية مناقشة إمكانية مقاطعة سيارات فولفو. تم البدء بالمناقشة من قبل وزارة الدفاع السويدية.
في نوفمبر 2023، أعلنت سيارات فولفو عن إطلاق أعمال حلول الطاقة، بدءًا ببرنامج تجريبي للمركبات إلى الشبكة (V2G) في جوتنبرج بالتعاون مع شركة الطاقة المحلية غوتنبرغ إنيرجي.
في نوفمبر 2024، أعلنت سيارات فولفو عن بيع حصتها البالغة 30% في لينك آند كو إلى زيكر، بسعر 5.4 مليار يوان صيني.

## الأمان
تم تسويق سيارات فولفو منذ فترة طويلة على أنها آمنة، وأكدت الشركة على سمعتها التاريخية في الصلابة والموثوقية في الحملات التسويقية. تستخدم فولفو أنظمة السلامة عالية التقنية كمعدات قياسية في المركبات الجديدة. قبل وضع الحكومة لقواعد تنظيمية صارمة للسلامة، كانت شركة فولفو في طليعة هندسة السلامة.
في عام 1944، تم تقديم الزجاج الرقائقي في نموذج بي في. بعد أن قدم مهندسو شركة فاتنفال أعمالهم الرائدة لشركة فولفو في الخمسينيات من القرن العشرين، اخترع مهندس فولفو نيلز بولين وحصل على براءة اختراع حزام الأمان الحديث ثلاثي النقاط، والذي أصبح قياسيًا في جميع سيارات فولفو في عام 1959، ثم جعل براءة اختراع هذا التصميم مفتوحة من أجل السلامة وجعلها متاحة لمصنعي السيارات الآخرين مجانًا. بالإضافة إلى ذلك، طورت فولفو أول مقعد للأطفال مواجهًا للخلف في عام 1964 وقدمت مقعدها المعزز الخاص في عام 1978.
في عام 1991، قدمت سيارة 960 أول حزام أمان ثلاثي النقاط في منتصف المقعد الخلفي ووسادة أمان للأطفال مدمجة في مسند الذراع الأوسط. في عام 1991 أيضًا، قدمت الشركة نظام حماية التأثير الجانبي (SIPS) في موديلات 700 و 940 / 960 و 850 ، والذي يعمل على توجيه قوة التأثير الجانبي بعيدًا عن الأبواب إلى داخل قفص الأمان.
في عام 1994، ولإضافة المزيد إلى نظام SIPS الخاص بها، كانت فولفو أول من قدم الوسائد الهوائية الجانبية وقامت بتثبيتها كمعدات قياسية في جميع الطرازات بدءًا من عام 1995. في بداية طراز عام 1995، كانت الوسائد الهوائية لحماية الصدمات الجانبية قياسية في طرازات فولفو 850 ذات المستوى العالي، واختيارية في طرازات 850 الأخرى. بحلول منتصف سنة الإنتاج، أصبحت هذه التقنية قياسية في جميع طرازات 850. في طراز عام 1995، أصبحت الوسائد الهوائية SIPS قياسية في جميع طرازات فولفو.
في عام 1995، تم استدعاء فولفو 745 بسبب احتمالية كسر حوامل حزام الأمان الأمامية في حالة وقوع تصادم.
في عام 1998، قامت شركة فولفو بتركيب وسادة هوائية لحماية الرأس، والتي تم جعلها قياسية في جميع الموديلات الجديدة بالإضافة إلى بعض الموديلات الموجودة. لم تكن الوسادة الهوائية لحماية الرأس IC متوفرة في سيارة سي 70 لعام 1997 لأن التصميم الأولي نشر الوسادة الهوائية من السقف، وكون سي 70 سيارة قابلة للتحويل، لم تتمكن من استيعاب مثل هذه الوسادة الهوائية. تميزت النسخة الأحدث من سي 70 بوجود وسادة هوائية لحماية الرأس تنتشر لأعلى من الباب، مما أدى إلى تجنب هذه المشكلة. وقد أشارت العديد من سلطات الاختبار إلى أن الوسائد الهوائية الجانبية التي تحمي الرأس يمكن أن تقلل من خطر الوفاة في حالة الاصطدام الجانبي بنسبة تصل إلى 40% وإصابة الدماغ بنسبة تصل إلى 55%، فضلاً عن حماية الركاب أثناء الانقلاب. في عام 1998، قدمت شركة فولفو نظام حماية الرقبة (WHIPS)، وهو جهاز أمان لمنع إصابة مستخدمي المقعد الأمامي أثناء الاصطدامات.
في عام 2002، كانت شركة فولفو رائدة في تطوير دمية اختبار تصادم افتراضية تمثل امرأة حامل متوسطة الحجم. تم تسميتها ليندا وتم تصميمها في الأسبوع السادس والثلاثين من الحمل لتحليل آثار الاصطدام عالي السرعة على الرحم والمشيمة والجنين. بالتعاون مع جامعة شالمر للتكنولوجيا، قاموا أيضًا بتصميم نموذج كمبيوتري لأنثى متوسطة الحجم لتطوير نظام حماية الرقبة (WHIPS).
في عام 2004، قدمت فولفو نظام معلومات النقطة العمياء (BLIS)، الذي يكتشف المركبات التي تدخل النقطة العمياء للسيارة باستخدام كاميرا مثبتة في مرآة الرؤية الجانبية، وينبه السائق باستخدام ضوء. وشهد ذلك العام أيضًا بيع سيارات فولفو في جميع الأسواق وهي مجهزة بأضواء جانبية وأضواء نهارية. بالإضافة إلى ذلك، منذ عام 2004، أصبحت جميع طرازات فولفو باستثناء الكوبيه (سي 70 وسي 30) متوفرة بنظام الدفع الرباعي الذي طورته شركة هالدكس تراكشن السويدية.
في عام 2005، قدمت فولفو الجيل الثاني من فولفو سي 70، والتي جاءت مع ستائر جانبية قابلة للنفخ مثبتة على الباب (الأولى من نوعها في سيارة مكشوفة) أطلق عليها اسم "DMIC".
ظلت أنظمة السلامة الخاصة بفولفو قياسية في جميع سيارات فولفو أثناء وجودها تحت ملكية شركة فورد موتور. حصلت شركة فولفو على براءات اختراع للعديد من ابتكاراتها المتعلقة بالسلامة، بما في ذلك SIPS و WHIPS و ROPS و DSTC وهياكل الجسم. تم تركيب بعض هذه الأنظمة في مركبات أخرى من إنتاج شركة فورد ومجموعة بريميير للسيارات بأشكال مشابهة لتلك الموجودة في أنظمة فولفو.
وضع تقرير فولكسام لعام 2005، طراز 740/940 (منذ عام 1982 فصاعدًا) في فئة أفضل من المتوسط بنسبة 15%، وهو الثاني من الفئة العليا.

في عام 2005، عندما أصدر معهد التأمين للسلامة على الطرق السريعة (IIHS)، وهو مؤسسة أمريكية غير ربحية وغير حكومية، قائمته السنوية الأولى لأفضل اختيارات السلامة، لم يتم تضمين أي من المركبات التي تقدمها فولفو في الولايات المتحدة في القائمة.وفقًا لما ذكره روس رادر، المتحدث باسم معهد التأمين للسلامة على الطرق السريعة، فإن فولفو تأخرت عن منافسيها. نفى دان جونستون، المتحدث باسم شركة فولفو، أن تكون مركبات الشركة أقل أمانًا من المركبات الأعلى تصنيفًا من قبل المعهد، مضيفًا أن
في عام 2006، تم إطلاق نظام التحكم عن بعد الاتصال الشخصي بالسيارة (PCC) من فولفو كميزة اختيارية مع فولفو سي 80 الجديدة كليًا. قبل أن يدخل السائق سيارته، يمكنه مراجعة مستوى الأمان ومعرفة ما إذا كان قد ضبط المنبه وما إذا كانت السيارة مقفلة. بالإضافة إلى ذلك، يقوم مستشعر ضربات القلب بتحذير الشخص في حالة اختباءه داخل السيارة. كانت سيارة سي 80 أيضًا أول طراز من فولفو يتميز بنظام تثبيت السرعة التكيفي (ACC) مع نظام تحذير الاصطدام ودعم الفرامل (CWBS).
في عام 2008، وجدت محكمة فرنسية أن شركة فولفو مسؤولة جزئيًا عن التسبب في وفاة طفلين وإصابة آخر بإصابات خطيرة في واسيلون في 17 يونيو 1999، عندما فشلت فرامل فولفو 850 موديل 1996. فرضت المحكمة على فولفو غرامة قدرها 200 ألف يورو.
وفقًا لمعهد التأمين للسلامة على الطرق السريعة (IIHS)، أصبحت سيارة فولفو إس 80 واحدة من السيارات الفائزة بجائزة أفضل اختيارات السلامة لعام 2009. فشلت الإصدارات السابقة من طرازي إس 40 وإس 60 (طرازات 2005-2009 مع الوسائد الهوائية الجانبية القياسية) في تحقيق أعلى تصنيف في اختبار الاصطدام الجانبي. ومع ذلك، وفقًا لمعهد التأمين للسلامة على الطرق السريعة (IIHS)، تمكنت سيارات فولفو في السنوات الأخيرة من الحفاظ على تصنيفات السلامة العالية كما يتضح من نتائج الاختبارات. تم تصنيف سيارات فولفو إكس سي 90 وإس 80 وسي 70 وإكس سي 60 وإس 60 وسي 30 على أنها أفضل اختيارات الأمان في اختبارات التصادم هذه. حصلت موديلات 2014 من إكس سي 60 وإكس سي 90 وإس 60 وإس 80 على تصنيف أفضل اختيار للسلامة+. حصلت جميع سيارات فولفو التي تم اختبارها في اختبار التداخل الصغير على تصنيف "جيد".
وحصلت فولفو أيضًا على درجات عالية في اختبارات البرنامج الأوروبي لتقييم السيارات الجديدة (Euro NCAP). منذ عام 2009، حصلت جميع موديلات فولفو التي اختبرتها Euro NCAP على تصنيفات أمان من فئة الخمس نجوم: فولفو سي 30، ڤي 40، ڤي 60، ڤي 60 الهجينة، إكس سي 60 وڤي 70. حصل الجيل الثاني من فولفو ڤي 40 على أفضل نتيجة اختبار من بين أي طراز سيارة تم اختباره من قبل Euro NCAP في ذلك الوقت. كما حصلت إكس سي 60 المعاد تصميمها على أعلى درجة من حيث رضا الركاب البالغين (98%) في عام 2017.
في الولايات المتحدة، دفعت شركة فولفو غرامات قدرها 19.6 مليون دولار لعدم تحقيق أهدافها المتعلقة بمتوسط استهلاك الوقود في طرازات الفترة من 2010 إلى 2014. في يوليو 2017، أعلنت فولفو أن النماذج الجديدة التي سيتم إطلاقها اعتبارًا من عام 2019 فصاعدًا ستكون كهربائية بالكامل أو كهربائية هجينة، مما يبشر بنهاية إنتاج ما يقرب من قرن من مركبات فولفو التي تعمل بمحرك الاحتراق الداخلي فقط. ومع ذلك، ستواصل فولفو إنتاج السيارات غير الكهربائية وغير الهجينة من الطرز التي تم تقديمها قبل ذلك العام، ولكنها ستتوقف عن إنتاجها بمجرد حصول السيارات غير الهجينة وغير الكهربائية على عملية تجميل أو إعادة تصميم كاملة. في عام 2019، أعلنت شركة فولفو أنها تخطط لإنتاج سيارات كهربائية فقط اعتبارًا من عام 2040 فصاعدًا.
في عام 2019، قدمت فولفو مبادرة EVA (مركبات متساوية للجميع) والتي تهدف إلى مشاركة نتائج البحث وتطوير السلامة منذ عام 1970. تهدف هذه المبادرة إلى المساهمة في توفير سيارات أكثر أمانًا للجميع - بغض النظر عن الجنس والحجم. بسبب الاستخدام التقليدي لدمى اختبار التصادم للذكور في اختبارات السلامة، تواجه النساء خطرًا أكبر للإصابة في حوادث السيارات. ومع ذلك، يقوم فريق أبحاث الحوادث في فولفو بجمع بيانات الاصطدام في العالم الحقيقي منذ سبعينيات القرن العشرين، وذلك لضمان التمثيل لكل من الرجال والنساء.

### معالم الأمان

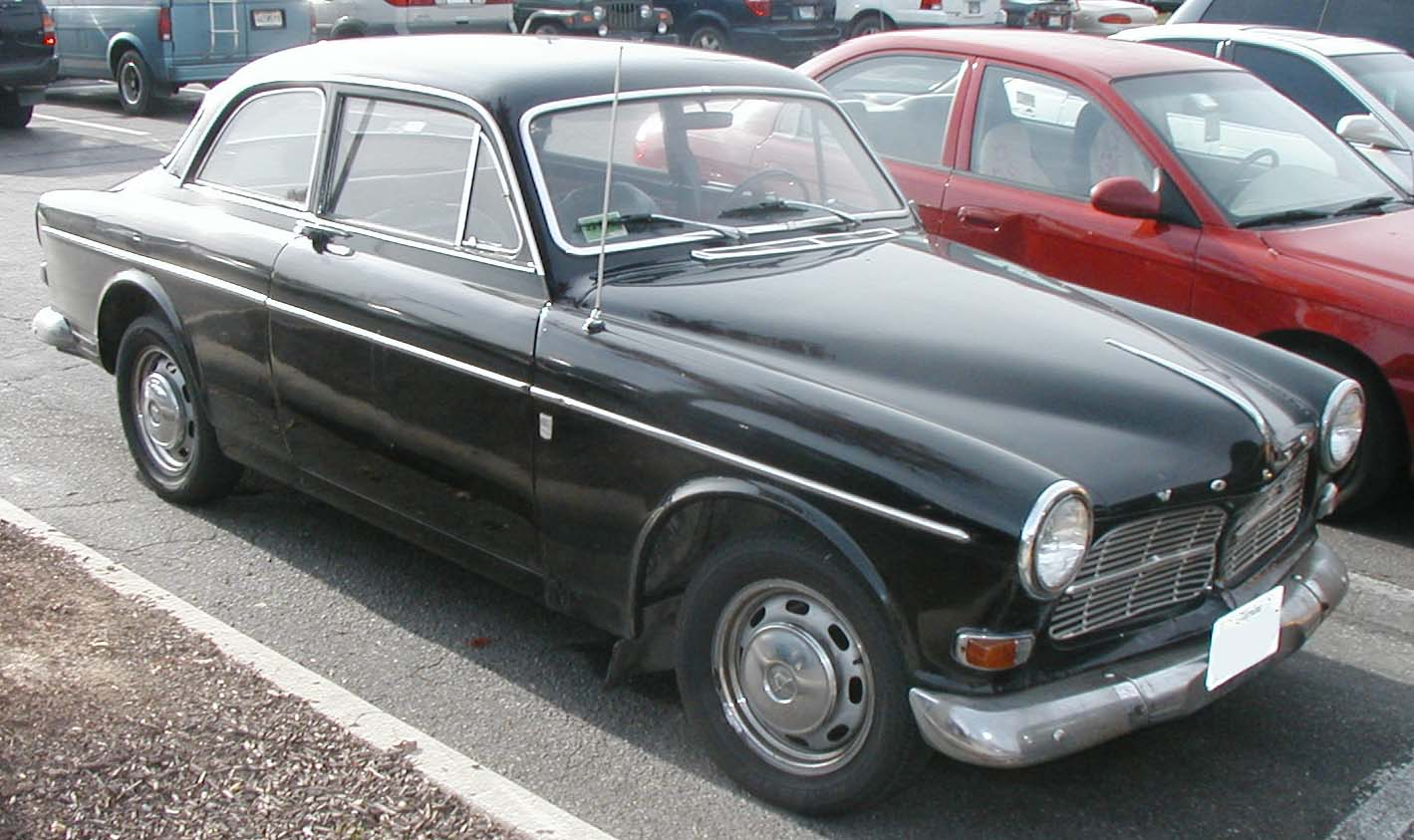
اشتهرت أمازون بخصائص الأمان: لوحة قيادة مبطنة، وأحزمة أمان أمامية وخلفية، وزجاج أمامي مغلف.

(هذه القائمة لا تشمل بالضرورة ابتكارات فولفو، بل التواريخ التي أدرجت فيها فولفو التكنولوجيا في سياراتها)
- 1944 – قفص أمان
- 1944 – زجاج أمامي مصفح
- 1957 – نقاط تثبيت لأحزمة الأمان ذات النقطتين، أمامية
- 1958 – نقاط تثبيت لأحزمة الأمان ذات النقطتين، خلفية
- 1959 – حزام أمان ثلاثي النقاط، قياسي في المقاعد الأمامية
- 1964 – مقعد أمان للأطفال مواجه للخلف، أول نموذج أولي تم اختباره
- 1966 – مناطق تجعد أمامية وخلفية
- 1966 – أقفال أمان للأبواب
- 1969 – أحزمة أمان ببكرة القصور الذاتي
- 1971 – حزام أمان تذكيري
- 1972 – حزام أمان ثلاثي النقاط، مقاعد خلفية خارجية
- 1972 – مقعد أمان للأطفال مواجه للخلف
- 1974 – عمود توجيه متعدد المراحل لامتصاص الصدمات
- 1974 – مستشعر سلامة اللمبة
- 1975 – نظام فرامل مع أسطوانة رئيسية متدرجة
- 1978 – معزز أمان للأطفال وسادة
- 1982 – حماية "ضد الغواصات"
- 1986 – حزام أمان ثلاثي النقاط في المقعد الخلفي الأوسط (740/760)
- 1990 – وسادة أمان مدمجة للأطفال في المقعد الخلفي الأوسط (940/960)
- 1991 – نظام حماية من الصدمات الجانبية (850 و940/960)
- 1991 – حزام أمان بضبط الارتفاع تلقائيًا
- 1992 – مقاعد خلفية معززة، موديلات ستيشن واجن
- 1995 – وسائد هوائية جانبية أمامية (مثبتة بالمقعد) للجذع (850)، وسادة أمان مدمجة للأطفال، مقاعد خلفية خارجية
- 1997 – نظام حماية من الانقلاب (سي 70)
- 1998 – نظام حماية من الارتجاج (WHIPS) (إس 80)
- 1998 – وسائد هوائية جانبية قابلة للنفخ مثبتة على السقف (إس 80)
- 2001 – SCC : مفهوم السلامة لدى فولفو السيارة
- 2002 – نظام التحكم في ثبات الانقلاب (إكس سي 90)
- 2003 – بنية السيارة الذكية من فولفو، هيكل أمامي جديد (إس 40، ڤي 50)
- 2003 – تذكيرات حزام الأمان الخلفي (إس 40، ڤي 50)
- 2003 – نظام معلومات السائق الذكي، وهو نظام يحجب المعلومات بشكل انتقائي عن السائق في مواقف المرور المعقدة ويسمح بمرور المعلومات بمجرد هدوء الموقف (إس 40، ڤي 50)
- 2003 – فريق أبحاث حوادث المرور التابع لشركة فولفو، افتتح في بانكوك
- 2004 – نظام معلومات النقاط العمياء، يُعلم السائق بالمركبات الموجودة في النقاط العمياء، باستخدام مصباح LED أصفر في الأعمدة الأمامية (إس 40، ڤي 50)
- 2005 – وسائد هوائية ستائرية قابلة للنفخ مثبتة على الأبواب (سي 70)
- 2006 – جهاز اتصال شخصي بالسيارة (إس 80)
- 2006 – نظام دعم الفرامل التحذيري من الاصطدام، وهو نظام يحذر السائق ويقدم دعم الفرامل عندما يكون الاصطدام مع مركبة أخرى أمام السيارة وشيكًا (إس 80)
- 2006 – فرامل الانتظار الكهربائية (إس 80)
- 2007 – نظام التحكم في تنبيه السائق، وهو نظام الكشف عن نعاس السائق ينبه السائق عندما يكتشف النظام أنه أصبح متعبًا (إس 80، ڤي 70، إكس سي 70)
- 2007 – نظام تحذير مغادرة المسار، وهو نظام يحذر السائق من مغادرة المسار بشكل غير مقصود (إس 80، ڤي 70، إكس سي 70)
- 2007 – نظام تحذير الاصطدام مع الفرامل التلقائية، وهو نظام يكبح السيارة تلقائيًا عندما يكون الاصطدام مع مركبة أخرى أمام السيارة وشيكًا (إس 80، ڤي 70، إكس سي 70)
- 2007 – نظام تنبيه المسافة، وهو نظام يساعد السائق على الحفاظ على مسافة آمنة من المركبة التي أمامه، من خلال قياس المسافة باستمرار وإضاءة شاشة عرض المعلومات على الزجاج الأمامي للسيارة إذا أصبح الفارق الزمني أقصر مما حدده السائق (إس 80، ڤي 70، إكس سي 70)
- 2007 – ألكوغارد، جهاز محمول باليد ينفخ فيه السائق قبل أن يتمكن من تشغيل السيارة، ويستهدف بشكل أساسي قطاع سيارات الشركة، ومشغلي سيارات الأجرة، والسلطات الحكومية والبلديات (إس 80، ڤي70، إكس سي 70)
- 2008 – أمان المدينة، وهو نظام يكبح السيارة تلقائيًا عند سرعات أقل من 30 كم/س (19 ميل/س) إذا تم اكتشاف عائق أمام السيارة (إكس سي 60 الجديدة)
- 2010 – اكتشاف المشاة باستخدام الفرامل التلقائية، وهو نظام يحذر السائق ويكبح السيارة تلقائيًا عندما يكون الاصطدام بالمشاة أمام السيارة وشيكًا (إس 60)
- 2012 – وسادة هوائية للمشاة، تغطي الأعمدة الأمامية والجزء السفلي من الزجاج الأمامي في حالة الاصطدام بالمشاة (فولفو ڤي 40)
- 2012 – وسادة هوائية للركبة، للسائق (ڤي 40)
- 2012 – نظام أمان المدينة المحدث، والذي يعمل الآن حتى 50 كم/س (31 ميل/س) (إس 80، ڤي 70، إكس سي 70، إكس سي 60، إس 60، ڤي 60، ڤي 40 الجديدة)
- 2012 – مساعد الحفاظ على المسار، وهو نظام يوجه السيارة إلى المسار مرة أخرى إذا كانت على وشك الانحراف عن المسار بشكل غير مقصود (ڤي 40)
- 2012 – معلومات إشارات الطريق، وهو نظام يقرأ إشارات الطريق ويعرضها على شاشة المعلومات، وبالتالي يساعد السائق على تذكر حدود السرعة، والمناطق التي لا يُسمح فيها بالتجاوز، والمناطق ذات السرعة المنخفضة، وما إلى ذلك. (إس 80، ڤي 70، إكس سي 70، إكس سي 60، إس 60، ڤي 60، ڤي 40)
- 2012 – نظام معلومات النقاط العمياء المحسن، والذي أصبح قادرًا الآن على اكتشاف المركبات التي تقترب حتى مسافة 70 مترًا خلف السيارة (ڤي 40)
- 2012 – تنبيه حركة المرور المتقاطعة، ينبه السائق إلى حركة المرور المتقاطعة التي تقترب من الجانبين (حتى مسافة 30 مترًا) عند الرجوع للخلف للخروج من مكان وقوف السيارات (ڤي 40)
- 2013 – اكتشاف راكبي الدراجات مع الفرامل التلقائية، وهو نظام يحذر السائق ويكبح السيارة تلقائيًا عندما يكون هناك تصادم وشيك مع راكب دراجة يسير في نفس اتجاه السيارة أمام السيارة (إس 80، ڤي 70، إكس سي 70، إكس سي 60، إكس سي 90، إس 60، ڤي 60، ڤي 40)
- 2018 – كشف الاصطدام الأمامي مع نظام الكبح التلقائي.

## موديلات السيارات

### السنوات المبكرة
- فولفو ÖV 4 ، والمعروفة أيضًا باسم جاكوب فولفو أو ڤي 4 موديل 1927
- سلسلة فولفو بي ڤي 650  [لغات أخرى]‏
- سلسلة فولفو تي أر 670  [لغات أخرى]‏
- فولفو بي ڤي 36 كاريوكا  [لغات أخرى]‏
- فولفو بي ڤي 51  [لغات أخرى]‏

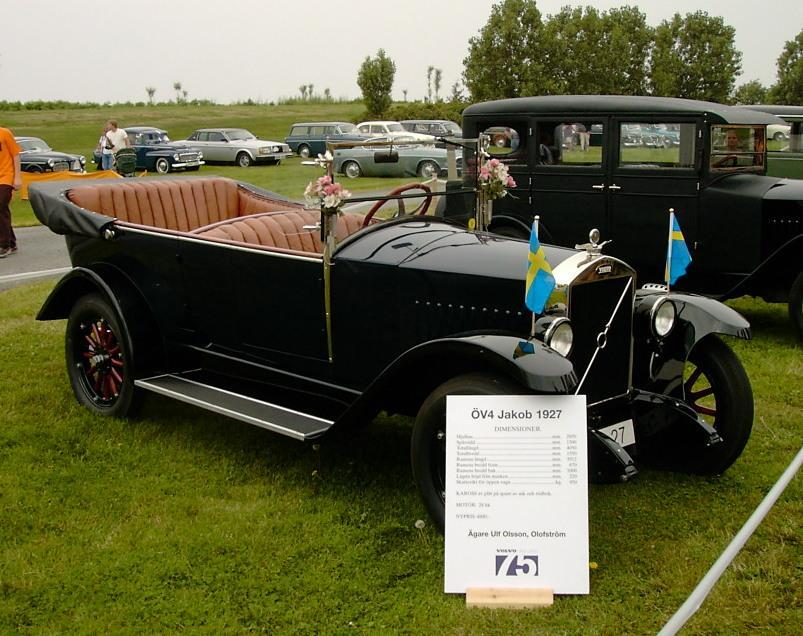
فولفو أو ڤي 4 موديل 1927

- سلسلة فولفو بي ڤي 800 (المدنية (بي ڤي 801، بي ڤي 802، بي ڤي 810، بي ڤي 821، بي ڤي 822 وبي ڤي 831) والعسكرية (تي بي 21/بي 2104، بي 2104))
- فولفو بي ڤي 60  [لغات أخرى]‏
- فولفو بي ڤي 444/544 فولفو بي ڤي 544

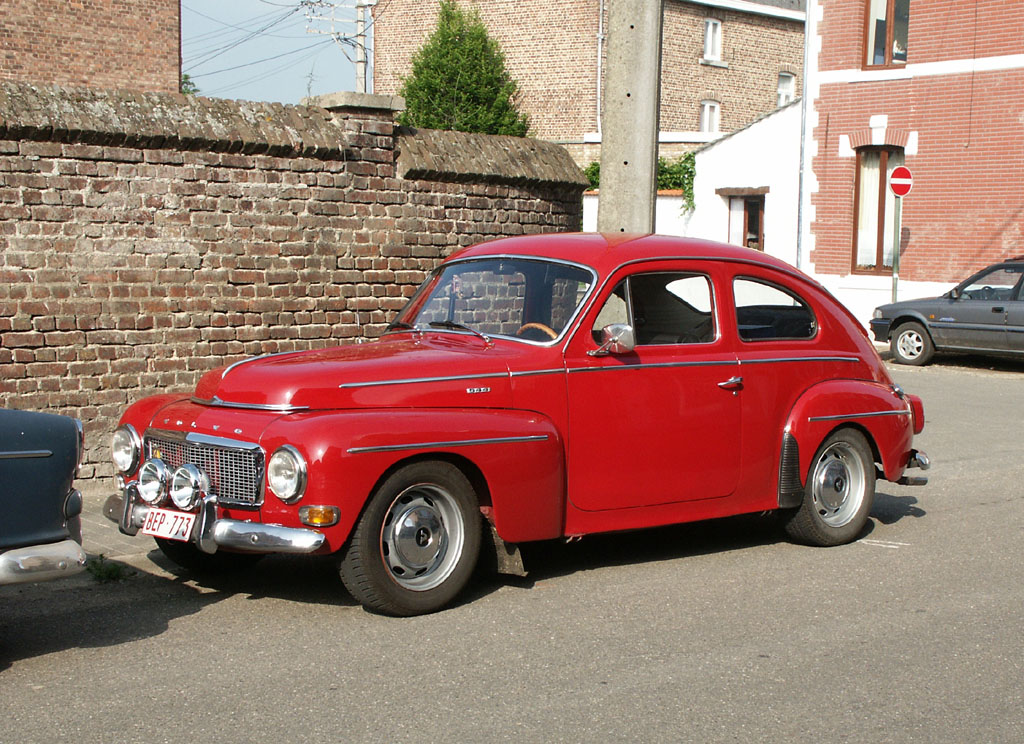
فولفو بي ڤي 544

- فولفو دويت (فولفو بي ڤي 445، بي 210)
- فولفو بي 1900  [لغات أخرى]‏
- فولفو أمازون/فولفو 122  [لغات أخرى]‏
- فولفو بي 1800  [لغات أخرى]‏
- فولفو 66  [لغات أخرى]‏
- فولفو سي 202  [لغات أخرى]‏
- سلسلة فولفو سي 3 (سي 303 وسي 304 وسي 306)

### تسمية ثلاثية الأرقام
بدءًا من السلسلة 140 في عام 1966، استخدمت فولفو نظامًا ثلاثي الأرقام لسياراتها. كان الرقم الأول يمثل السلسلة، والرقم الثاني يمثل عدد الأسطوانات والرقم الثالث يمثل عدد الأبواب؛ لذا فإن 164 كانت سلسلة 1 بمحرك مكون من ست أسطوانات وأربعة أبواب. ومع ذلك، كانت هناك استثناءات لهذه القاعدة - على سبيل المثال، جاءت سيارة 780 بمحركات بنزين أي 4 بشاحن توربيني ومحرك ڤي 6 بسحب الهواء الطبيعي ومحركات ديزل أي 6، ولكنها لم تأتي بمحرك ثماني الأسطوانات، كما يوحي الرقم "ثماني". وعلى نحو مماثل، تم تجهيز سيارة 760 في كثير من الأحيان بمحرك أي 4 توربيني، بينما كانت سيارة فولفو 360 تحتوي على أربع أسطوانات فقط. كانت بعض سيارات 240 جي إل تي مزودة بمحرك ڤي 6. لقد تخلت الشركة عن معنى الرقم الأخير للسيارات اللاحقة مثل 740، لكن الرقم استمر في تحديد هوية السيارات الموجودة تحت غطاء المحرك على لوحة التعريف.
- فولفو 140 (فولفو 142، فولفو 144، فولفو 145)
- فولفو 164  [لغات أخرى]‏
- فولفو 240 (فولفو 242، 244، 245)
- فولفو 260 ( فولفو 262 سي ، 264، 265)

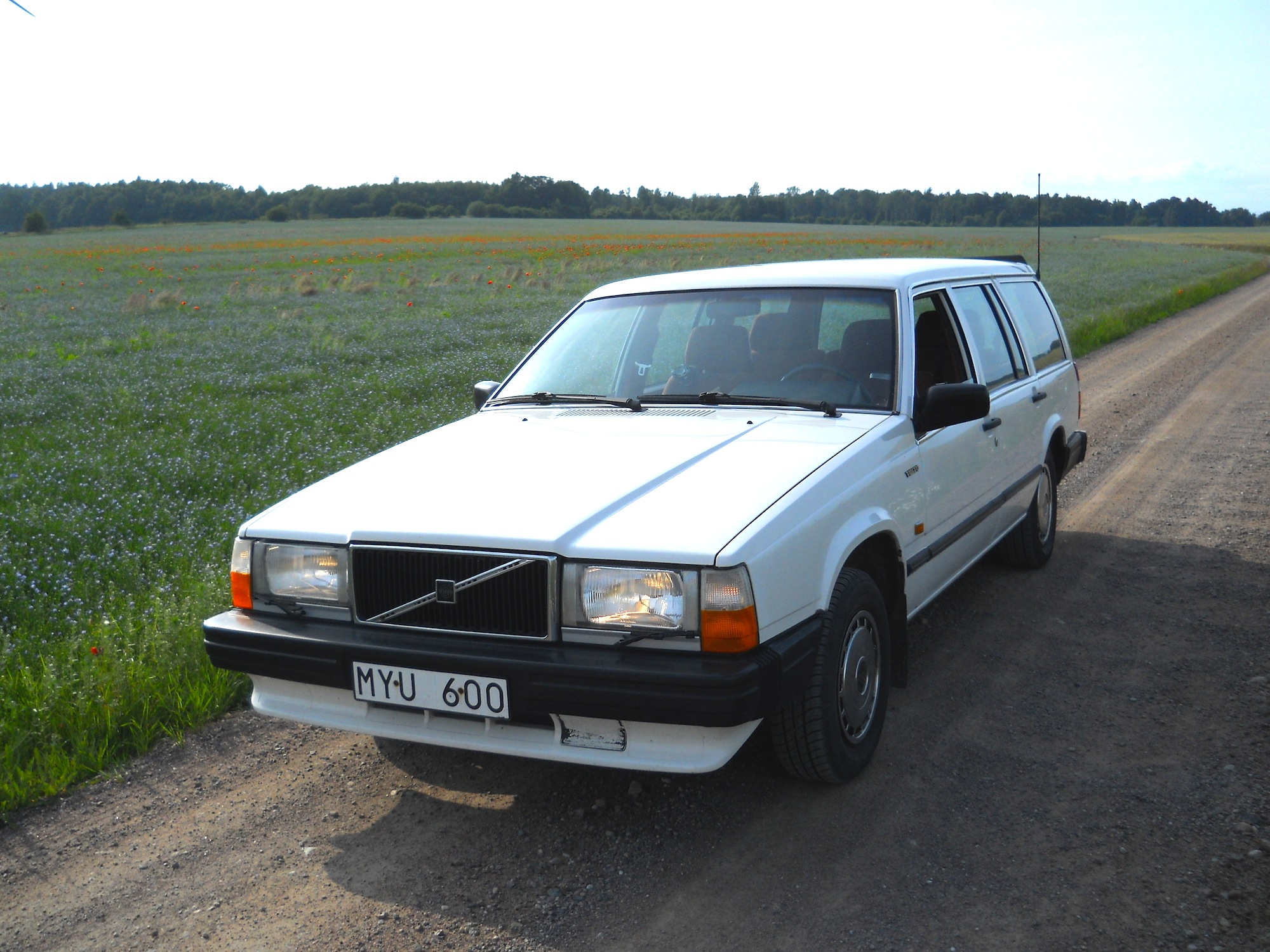
كانت سيارة فولفو 740 واحدة من سيارات الركاب الأوروبية القليلة التي يمكنها حمل منصة نقالة أوروبية في صندوق الأمتعة الخاص بها.

- فولفو 340 (فولفو 343، 345)
- فولفو 360  [لغات أخرى]‏
- فولفو 440/460  [لغات أخرى]‏
- فولفو 480  [لغات أخرى]‏
- فولفو 740 كانت سيارة فولفو 740 واحدة من سيارات الركاب الأوروبية القليلة التي يمكنها حمل منصة نقالة أوروبية في صندوق الأمتعة الخاص بها.

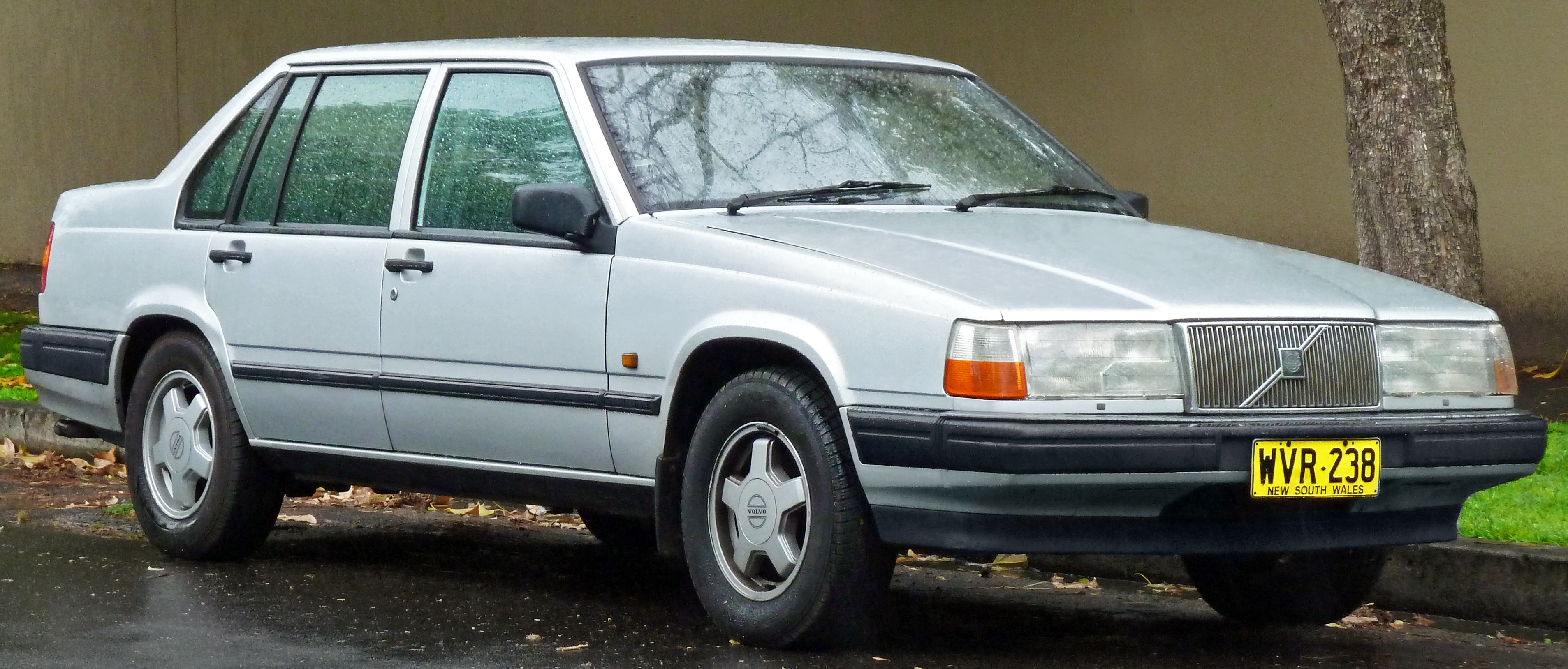
كانت سلسلة فولفو 940 بمثابة تطور لسلسلة 740، حيث تم تزويدها بنظام نظام حماية التأثير الجانبي (SIPS) وميزات أمان أخرى.

- فولفو 760  [لغات أخرى]‏
- فولفو 780  [لغات أخرى]‏
- فولفو 850  [لغات أخرى]‏
- فولفو 940 كانت سلسلة فولفو 940 بمثابة تطور لسلسلة 740، حيث تم تزويدها بنظام نظام حماية التأثير الجانبي (SIPS) وميزات أمان أخرى.
- فولفو 960  [لغات أخرى]‏

### نشر نماذج ثلاثية الأرقام
- صدر في عام 1995[107]
  - فولفو إس 40  [لغات أخرى]‏
  - فولفو ڤي 40  [لغات أخرى]‏
- صدر في عام 1996[108][109]
  - تم استبدال فولفو إس 70 بـ850 صالون
  - تم استبدال فولفو ڤي 70 بـ850 ستيشن
  - تم استبدال فولفو إس 90 بـ960 صالون
  - تم استبدال فولفو ڤي 90 بـ960 ستيشن
- صدر في عام 1997[109]
  - فولفو سي 70 كوبيه  [لغات أخرى]‏
  - فولفو ڤي 70 إكس سي  [لغات أخرى]‏
- صدر في عام 1998[109]
  - فولفو سي 70 كابريوليه  [لغات أخرى]‏
  - تم استبدال فولفو إس 80 بفولفو إس 90
- صدر في عام 2000[108]
  - تم استبدال فولفو إس 60 بفولفو إس 70
  - فولفو في 70 أي أي  [لغات أخرى]‏
  - فولفو ڤي 70 إكس سي أي أي/إكس سي 70  [لغات أخرى]‏
- صدر في عام 2002[108]
  - فولفو إكس سي 90  [لغات أخرى]‏
- صدر في عام 2004
  - تم استبدال فولفو إس 40 أي أي بفولفو إس 40
  - تم استبدال فولفو ڤي 50 بفولفو ڤي 40
- صدر في عام 2006
  - فولفو سي 30  [لغات أخرى]‏
  - فولفو سي 70 أي أي  [لغات أخرى]‏
  - فولفو سي 80 أي أي  [لغات أخرى]‏
- صدر في عام 2007
  - فولفو ڤي 70 أي أي أي  [لغات أخرى]‏
  - فولفو إكس سي 70 أي أي  [لغات أخرى]‏
- صدر في عام 2008
  - فولفو إكس سي 60  [لغات أخرى]‏
- صدر في عام 2010
  - تم استبدال فولفو إس 60 أي أي بفولفو إس 60
  - تم استبدال فولفو ڤي 60 بفولفو ڤي 50
- صدر في عام 2012
  - حلت فولفو ڤي 40 أي أي محل فولفو إس 40 أي أي وفولفو ڤي 50
- صدر في عام 2014
  - فولفو إكس سي كلاسيك كانت سيارة إكس سي 90، التي تم طرحها في عام 2002، أول سيارة إس يو ڤي من فولفو

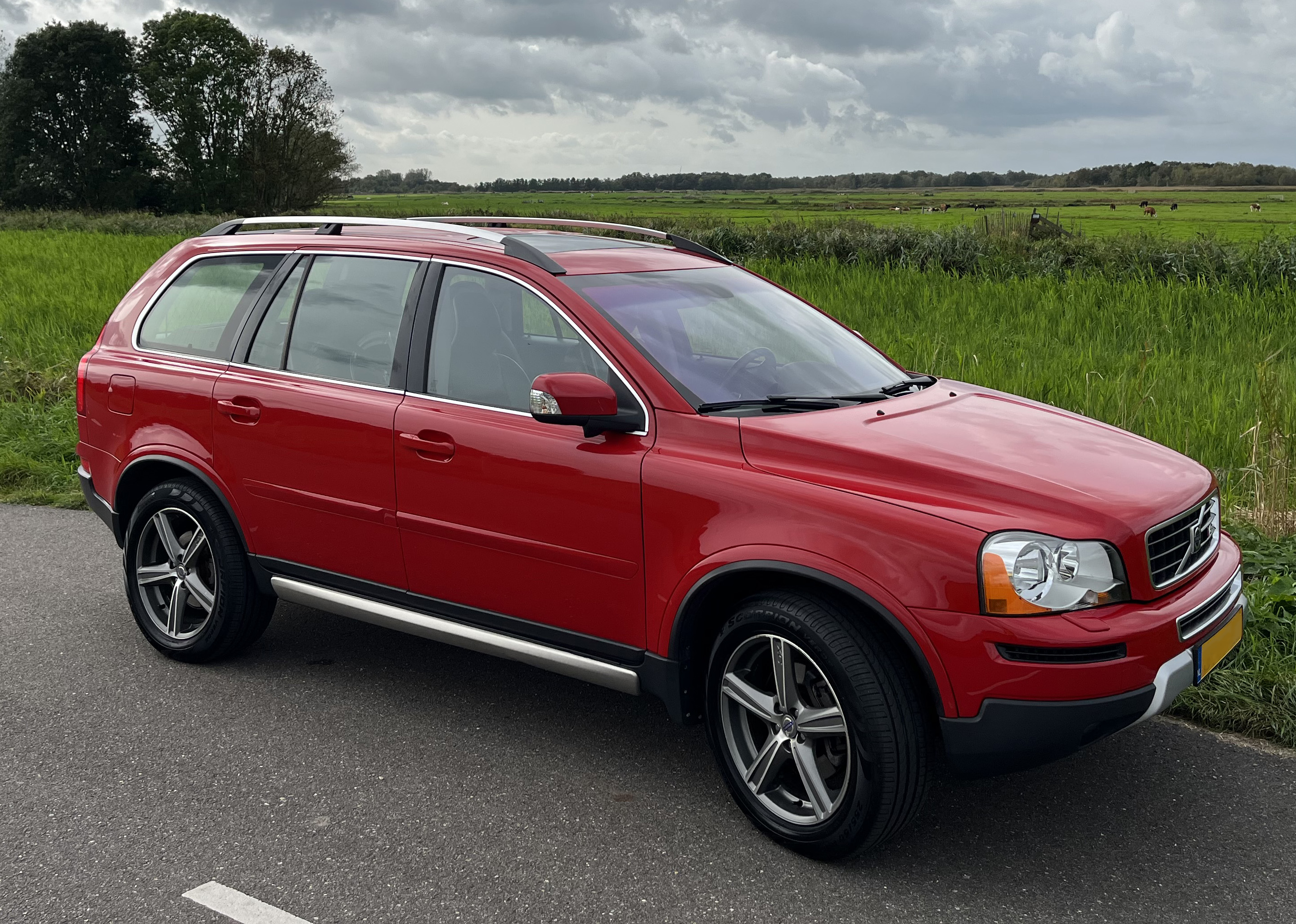
كانت سيارة إكس سي 90، التي تم طرحها في عام 2002، أول سيارة إس يو ڤي من فولفو

  - تم استبدال فولفو إكس سي 90 أي أي بفولفو إكس سي 90
- صدر في عام 2016
  - تم استبدال فولفو إس 90 بفولفو إس 80 أي أي
  - حلت فولفو ڤي 90 محل فولفو ڤي 70 أي أي أي وفولفو إكس سي 70 أي أي
- صدر في عام 2017
  - تم استبدال فولفو إكس سي 60 أي أي بفولفو إكس سي 60
  - فولفو إكس سي 40  [لغات أخرى]‏
- صدر في عام 2018
  - تم استبدال فولفو ڤي 60 أي أي بفولفو ڤي 60
- صدر في عام 2021
  - نسخة فولفو سي 40 كوبيه من فولفو إكس سي 40 إعادة شحن
- صدر في عام 2022
  - فولفو إي إكس 90 بديل كهربائي بالكامل لفولفو إكس سي 90 أي أي
- صدر في عام 2023
  - فولفو إي إكس 30
  - فولفو إي إم 90

### النماذج الحالية
تستخدم الشركة اليوم نظامًا من الحروف يشير إلى نمط الجسم، متبوعًا برقم السلسلة. "إس" تعني " سيدان "، و"سي" تعني " كوبيه " أو " قابل للتحويل " (بما في ذلك هاتشباك بثلاثة أبواب والمعروفة أيضًا باسم " شوتنج بريك ") و"ڤي" تعني "متعدد الاستخدامات" (هاتشباك بخمسة أبواب وعربة ستيشن واغن). ڤي 50 هي سيارة ستيشن (أيضّاً تحت "ڤي") أصغر حجمًا من ڤي 70. "إكس سي" تعني "عبر البلاد" والتي تمت إضافتها في الأصل إلى طراز ڤي 70 الأكثر وعورة مثل ڤي 70 إكس سي وتشير إلى الدفع الرباعي المقترن بنظام تعليق مرتفع لإعطائها مظهر سيارة إس يو ڤي. ستقوم فولفو لاحقًا بتغيير الاسم إلى "إكس سي 70" بما يتماشى مع تسمية سيارتها المتوافقة مع إكس سي 90.
في الأصل، كانت فولفو تخطط لتسمية مختلفة. كان من المقرر أن يكون الحرفان إس وسي متماثلين، ولكن الحرف "إف"، الذي يرمز إلى "المرونة"، كان من المقرر استخدامه في عربات ستيشن واغن. عندما قدمت فولفو الجيل الأول من إس 40 و ڤي 40 في عام 1995، تم الإعلان عنهما باسم إس 4 و إف 4. ومع ذلك، اشتكت أودي من أنها تمتلك حقوقًا متأصلة في اسم إس 4، لأنها تسمي مركباتها الرياضية "إس"، وأن النسخة الرياضية التي لم يتم تقديمها بعد من أودي إيه 4 ستحمل اسم إس 4. وافقت شركة فولفو على إضافة رقم ثانٍ، لذلك أصبحت المركبات إس 40 وإف 40. لكن ذلك أدى إلى شكوى أخرى من فيراري، التي استخدمت اسم فيراري إف 40 على سيارتها الرياضية الأسطورية. أدى هذا إلى قيام شركة فولفو بتبديل الحرف "إف" إلى "ڤي" للإشارة إلى تعدد الاستخدامات.
- السيارات المتوسطة ( منصة تجربة معمارية مستدامة (منصة SEA) )
  - فولفو إي إكس 30 2023 حتى الآن (شهر/سنة 2024 حتى الآن)
- السيارات المتوسطة ( منصة هندسة معمارية مدمجة (منصة CMA) )
  - فولفو إكس سي 40 2017 حتى الآن (شهر/سنة 2019 حتى الآن)
  - فولفو سي 40 2021 حتى الآن (شهر/سنة 2022 حتى الآن)
- السيارات الكبيرة ( منصة هندسة المنتج القابلة للتطوير (منصة SPA) )
  - فولفو إكس سي 90 أي أي 2014 حتى الآن (شهر/سنة 2015 حتى الآن)
  - فولفو إس 90 أي أي 2016 حتى الآن (شهر/سنة 2017 حتى الآن)
  - فولفو ڤي 90 أي أي 2016 حتى الآن (شهر/سنة 2017 حتى الآن)
  - فولفو ڤي 90 كروس كانتري 2016 حتى الآن (شهر/سنة 2017 حتى الآن)
  - فولفو إكس سي 60 أي أي 2017 حتى الآن (شهر/سنة 2018 حتى الآن)
  - فولفو إس 60 أي أي أي 2018 حتى الآن (شهر/سنة 2018 حتى الآن)
  - فولفو ڤي 60 أي أي 2018 حتى الآن (شهر/سنة 2019 حتى الآن)
- السيارات الكهربائية الكبيرة ( منصة هندسة المنتج القابلة للتطوير (منصة SPA2) )
  - فولفو إي إكس 90 2022 حتى الآن (من المقرر أن تبدأ في عام 2024)
- سيارة متعددة الأغراض كهربائية كبيرة الحجم
  - فولفو إي إم 90[113] (2024) سيارة متعددة الأغراض كهربائية فاخرة

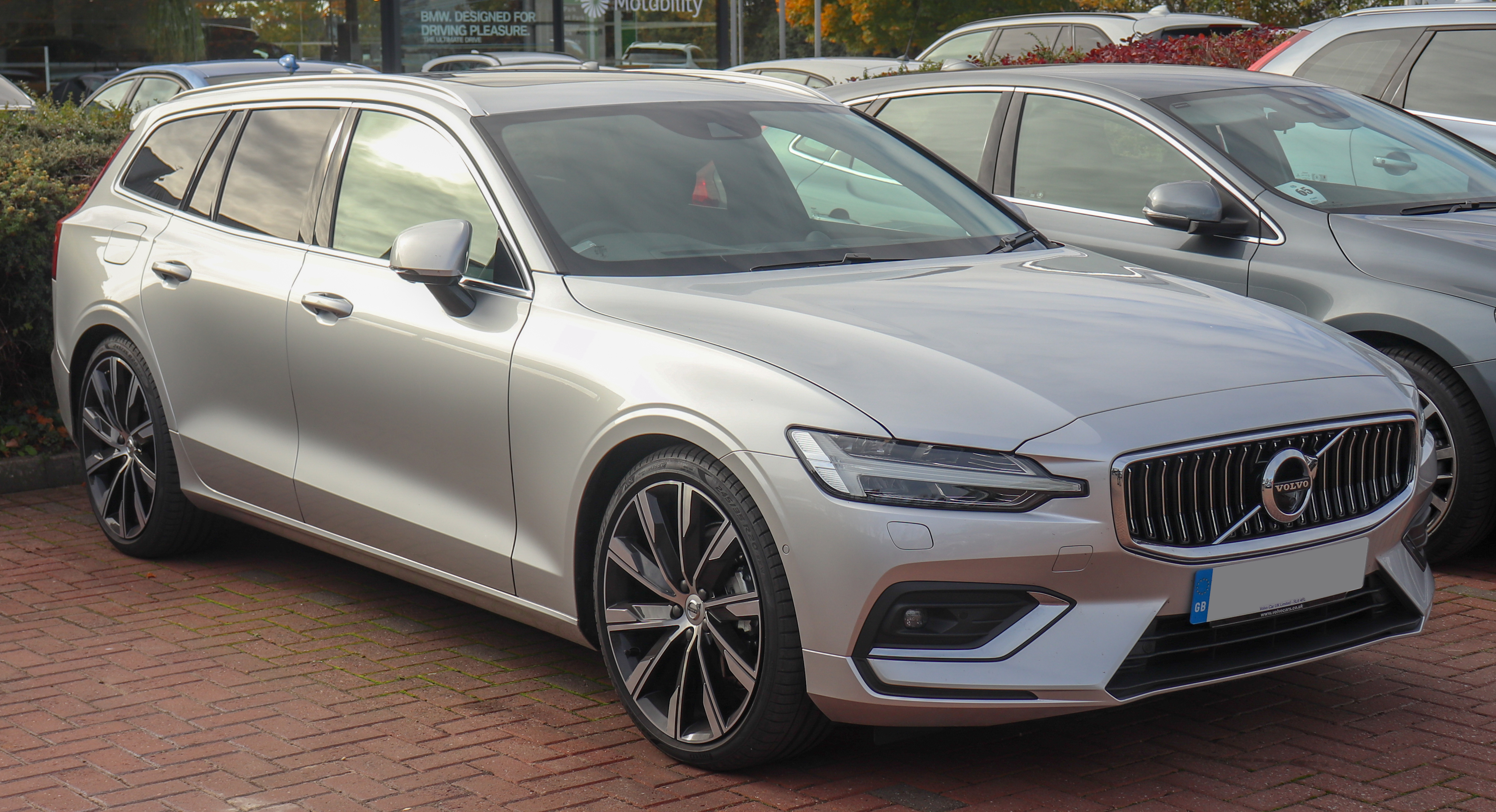
فولفو ڤي 60
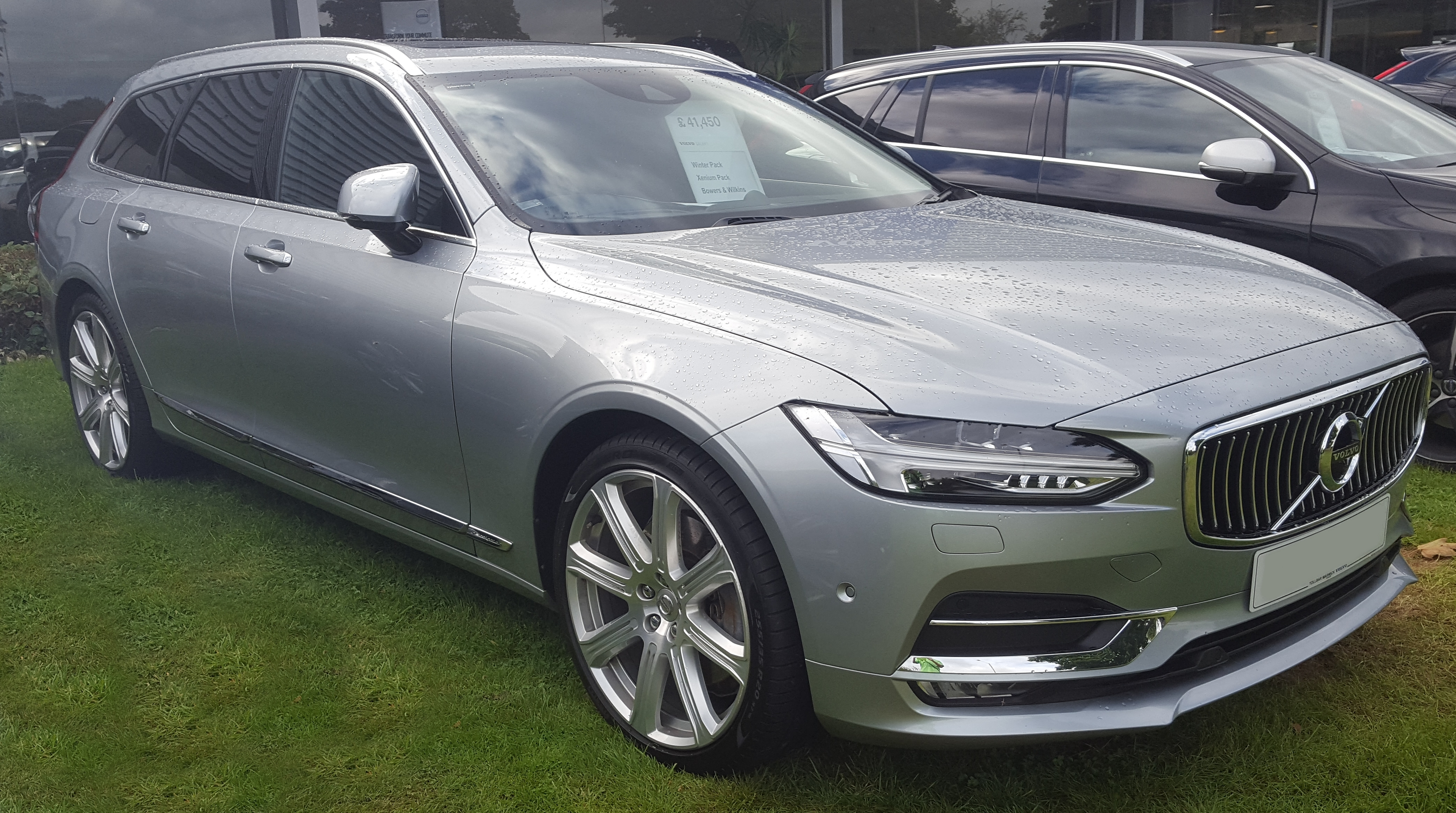
فولفو ڤي 90
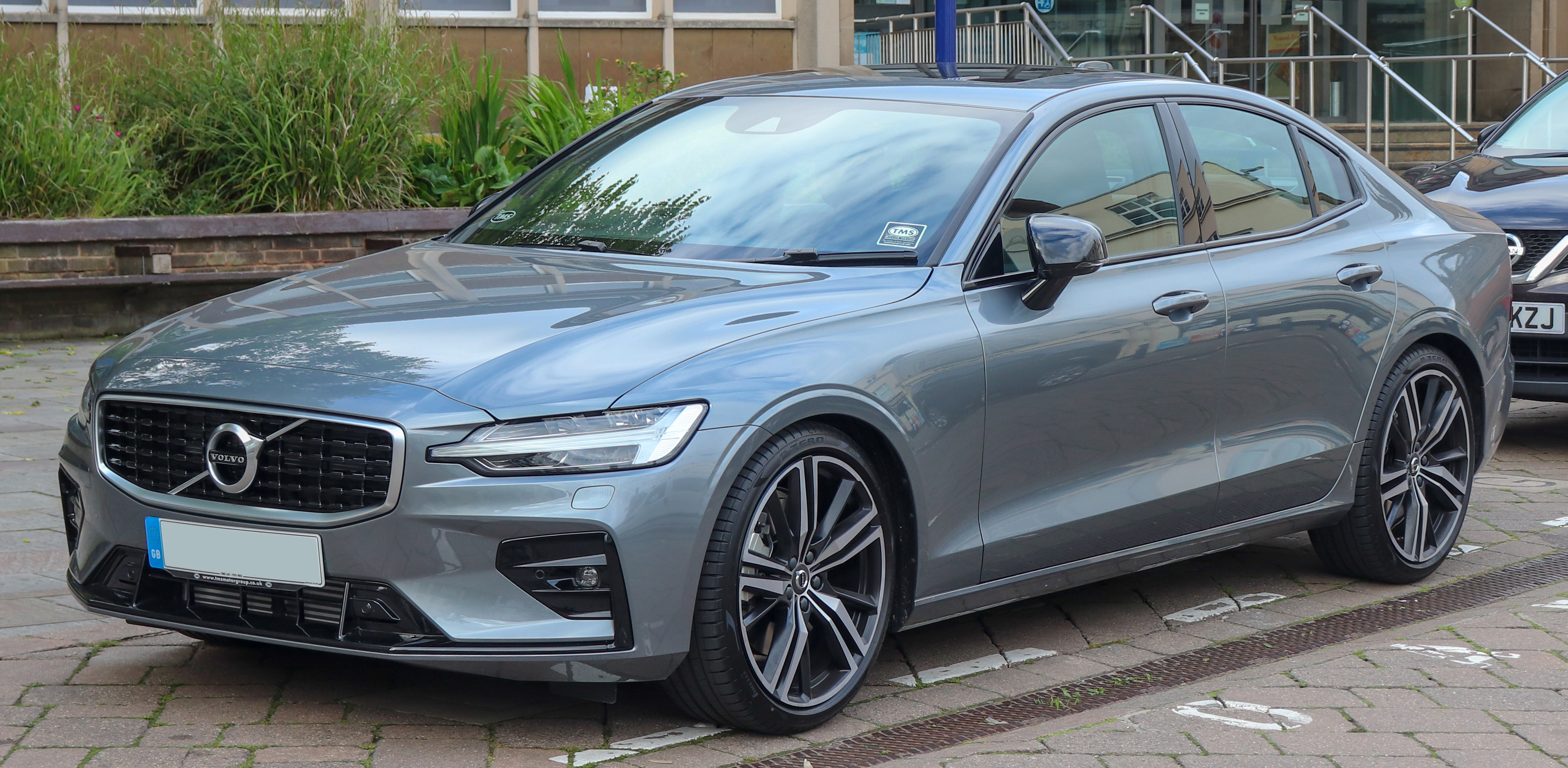
فولفو إس 60
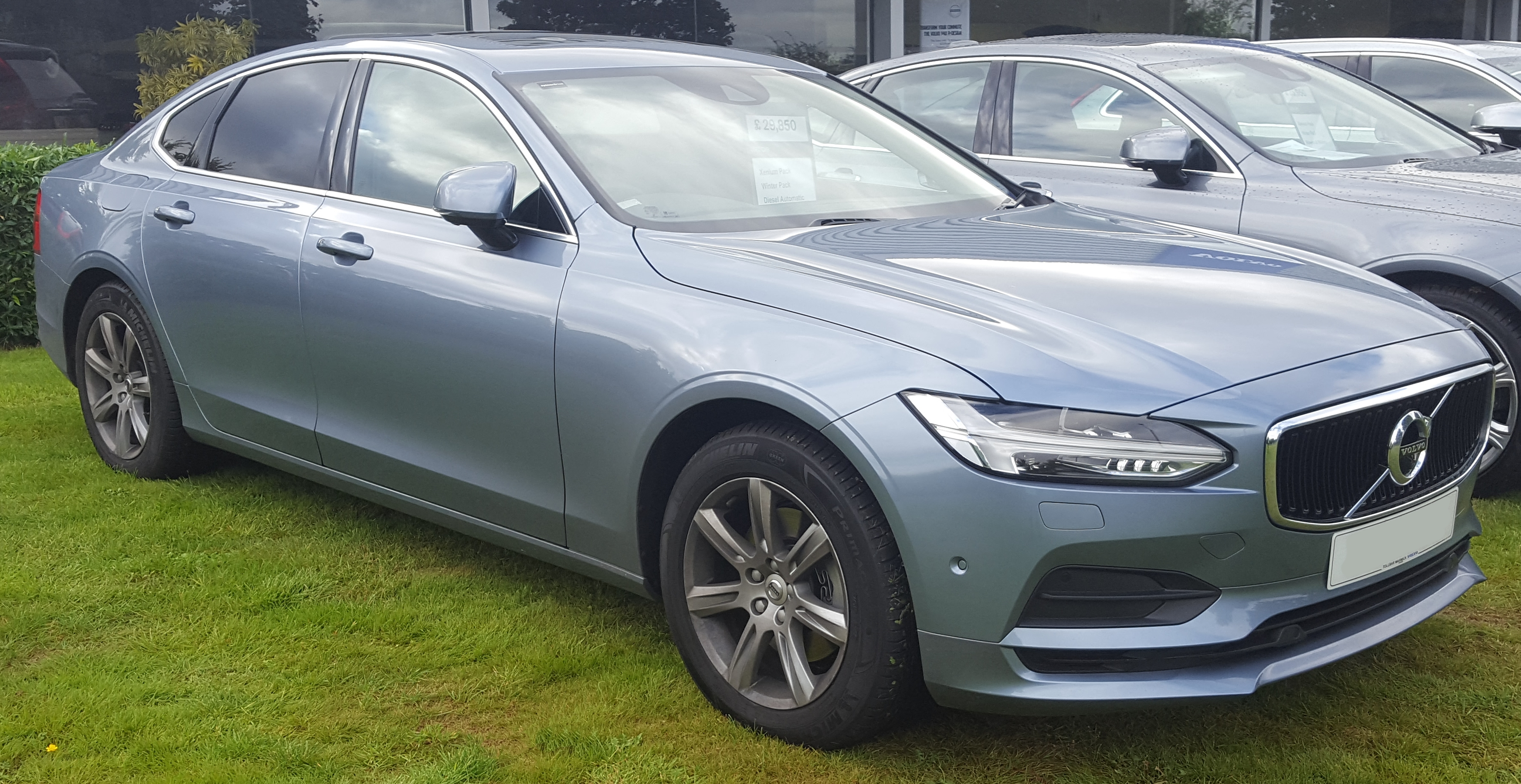
فولفو إس 90
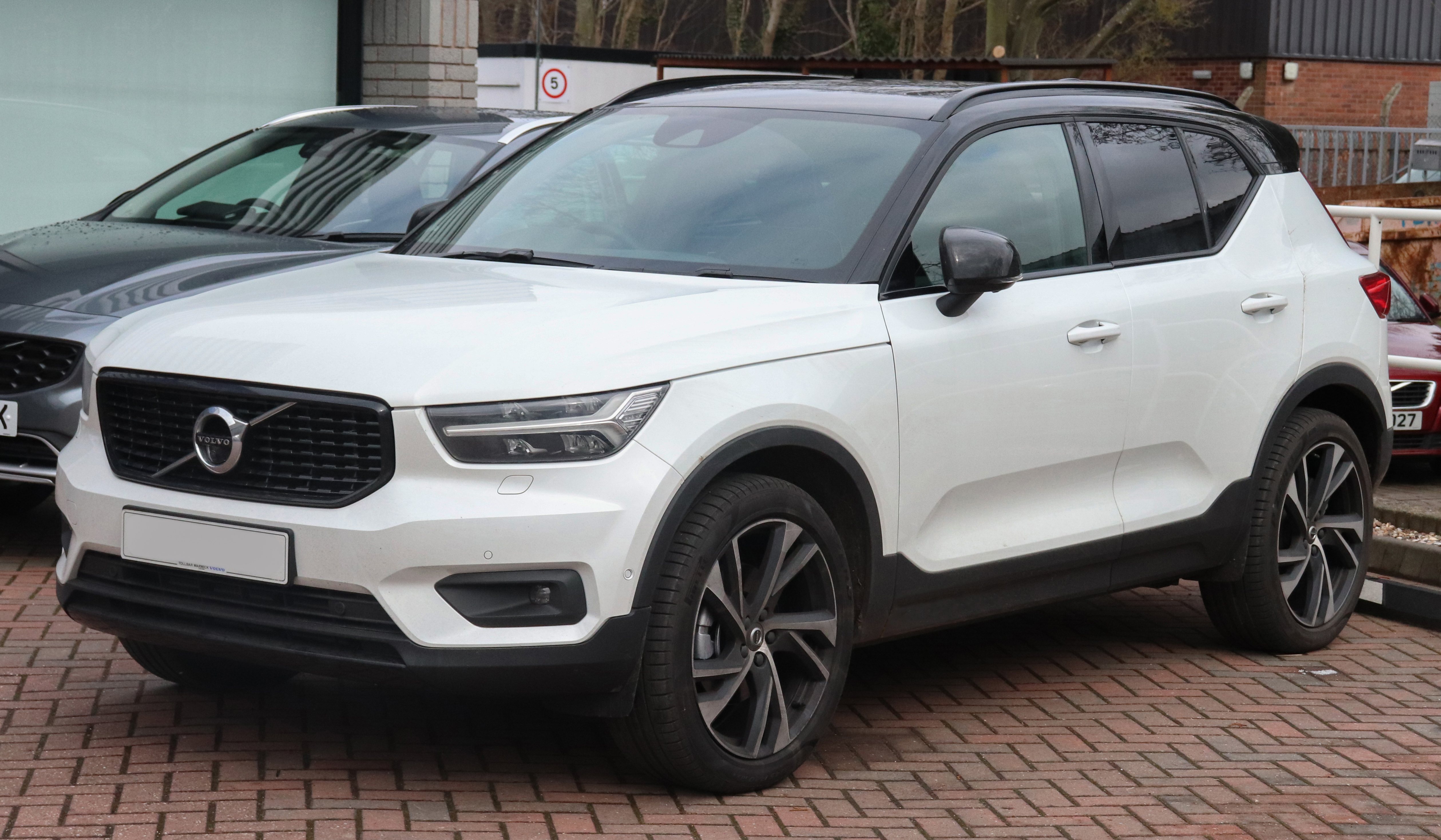
فولفو إكس سي 40
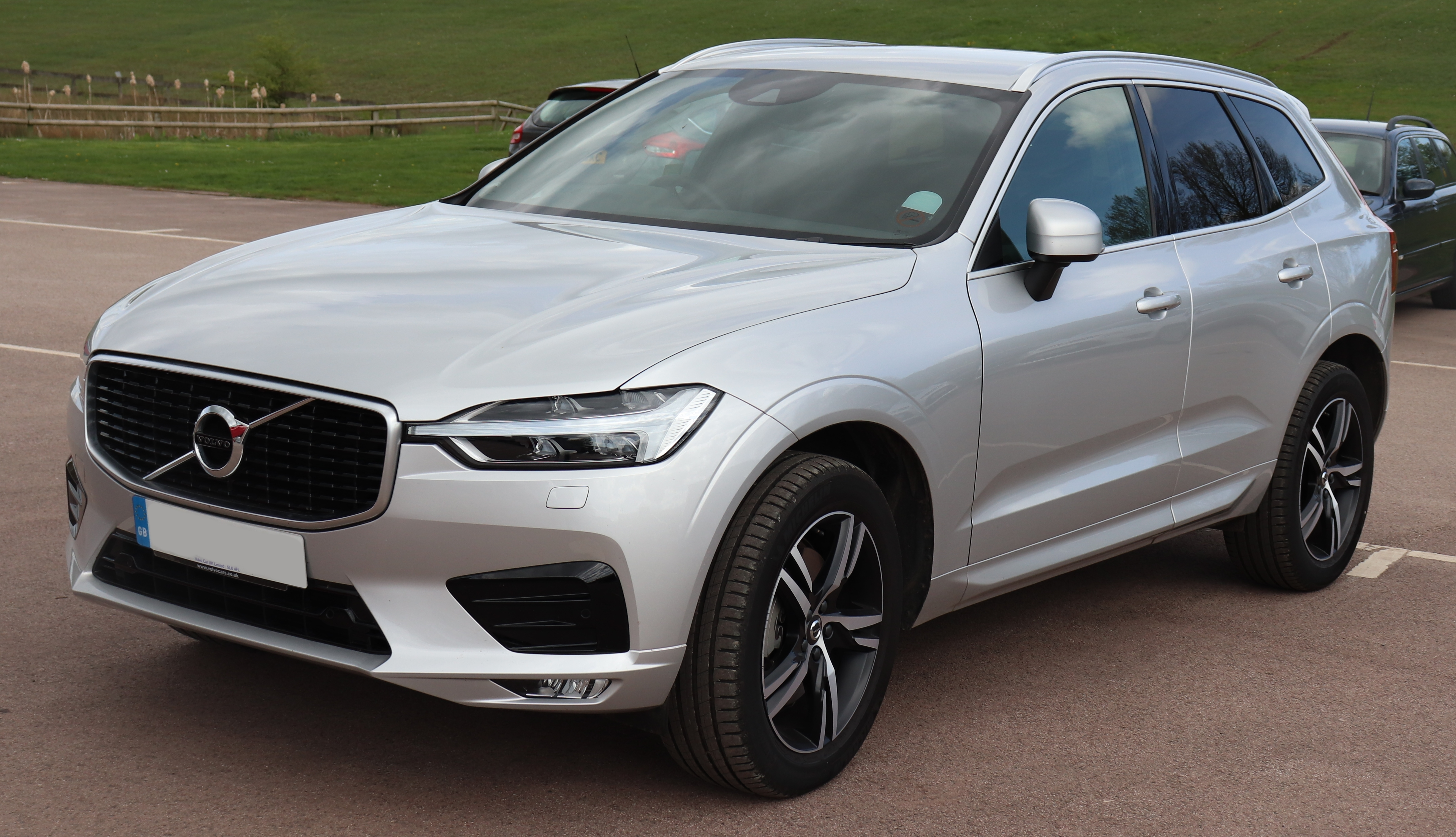
فولفو إكس سي 60
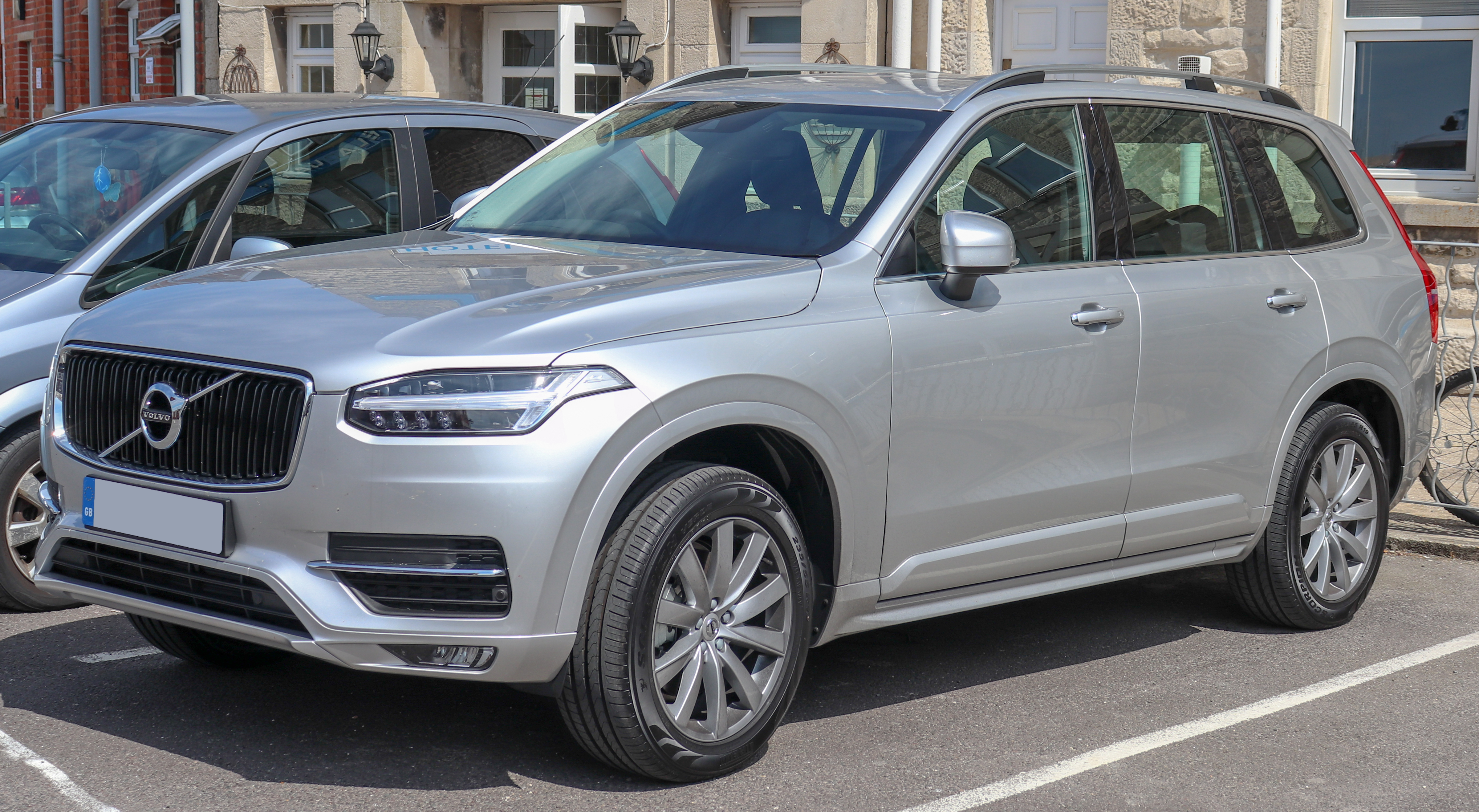
فولغو إكس سي 90
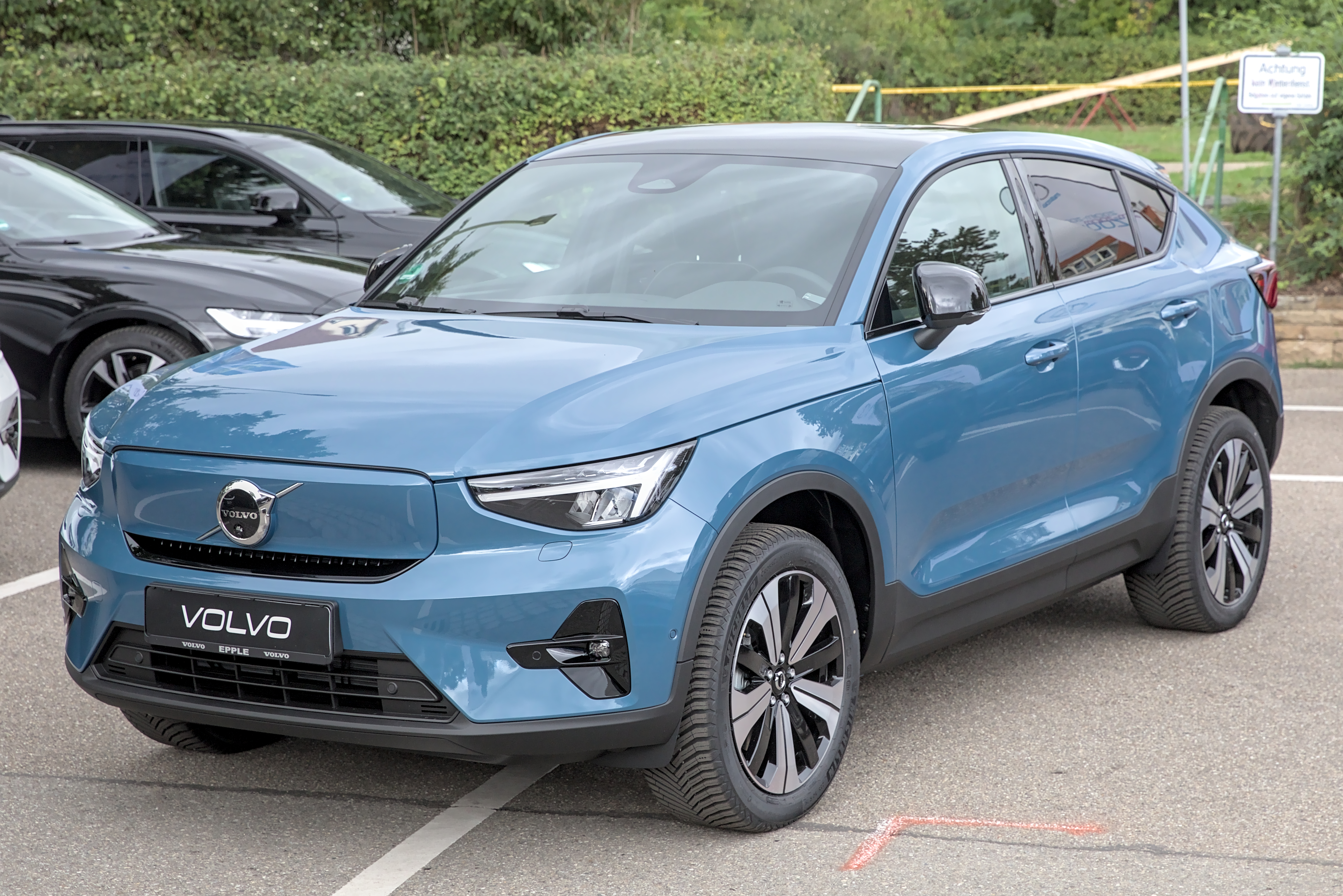
فولفو سي 40
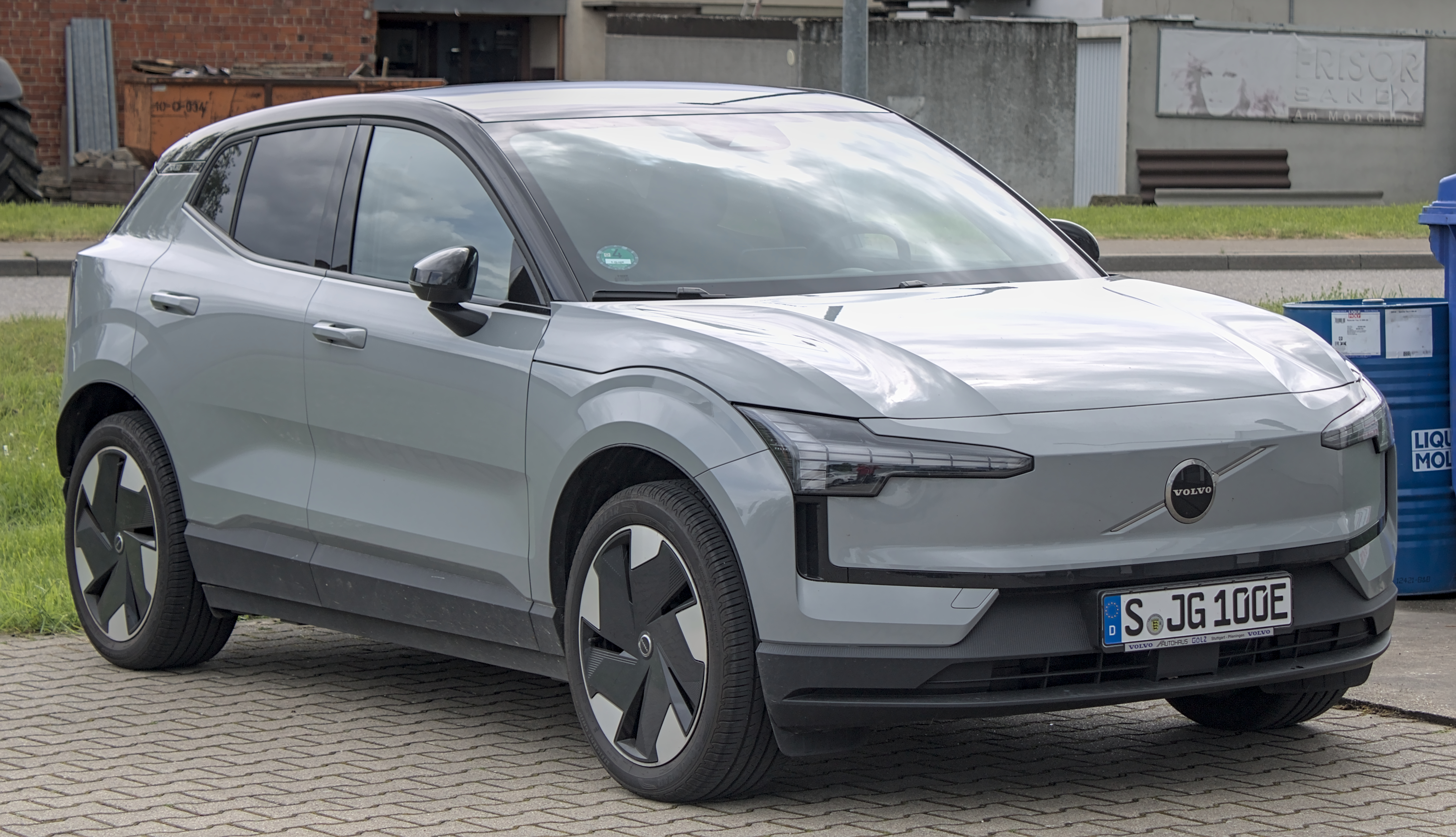
فولفو إي إكس 30
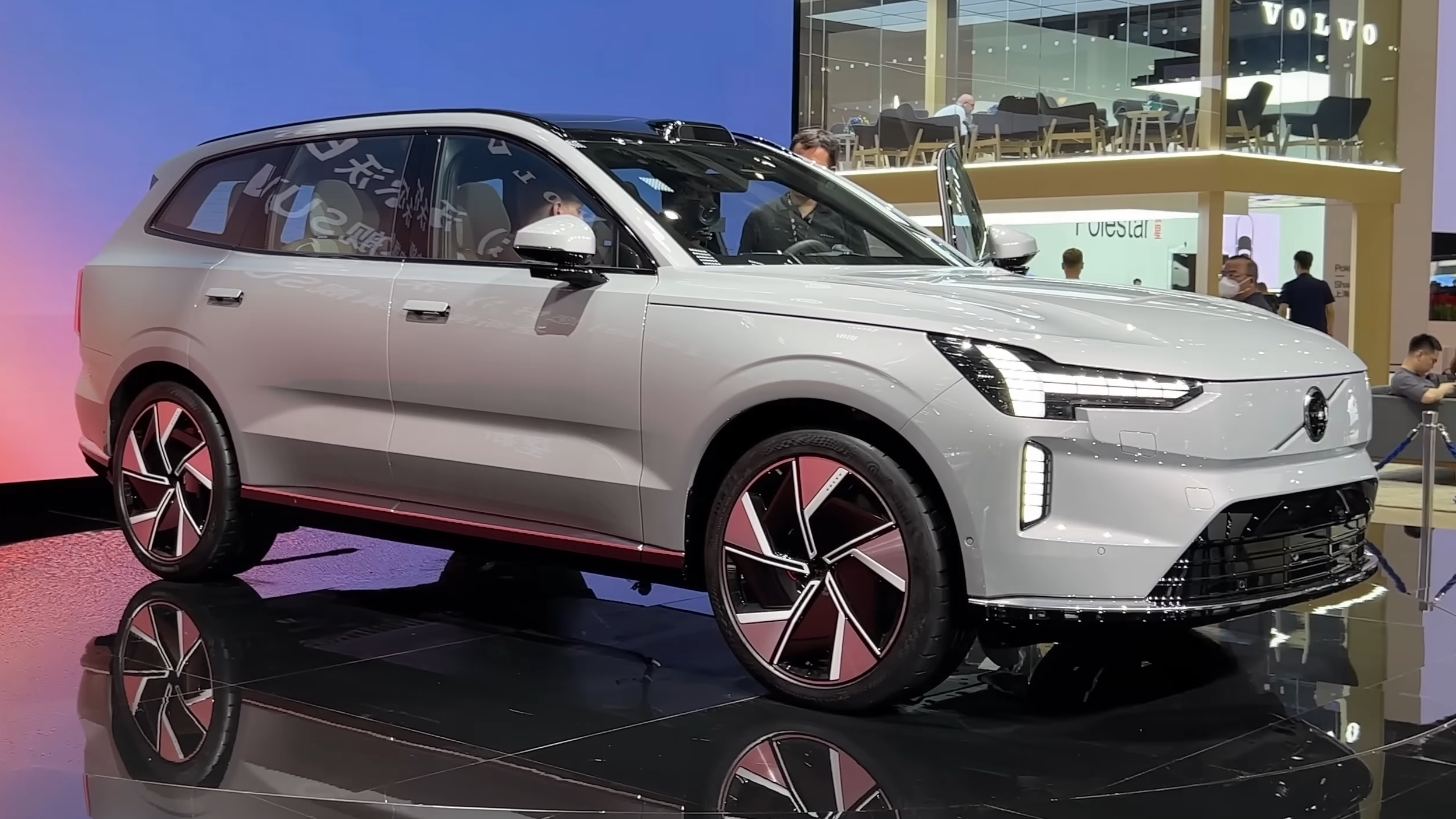
فولفو إي إكس 90
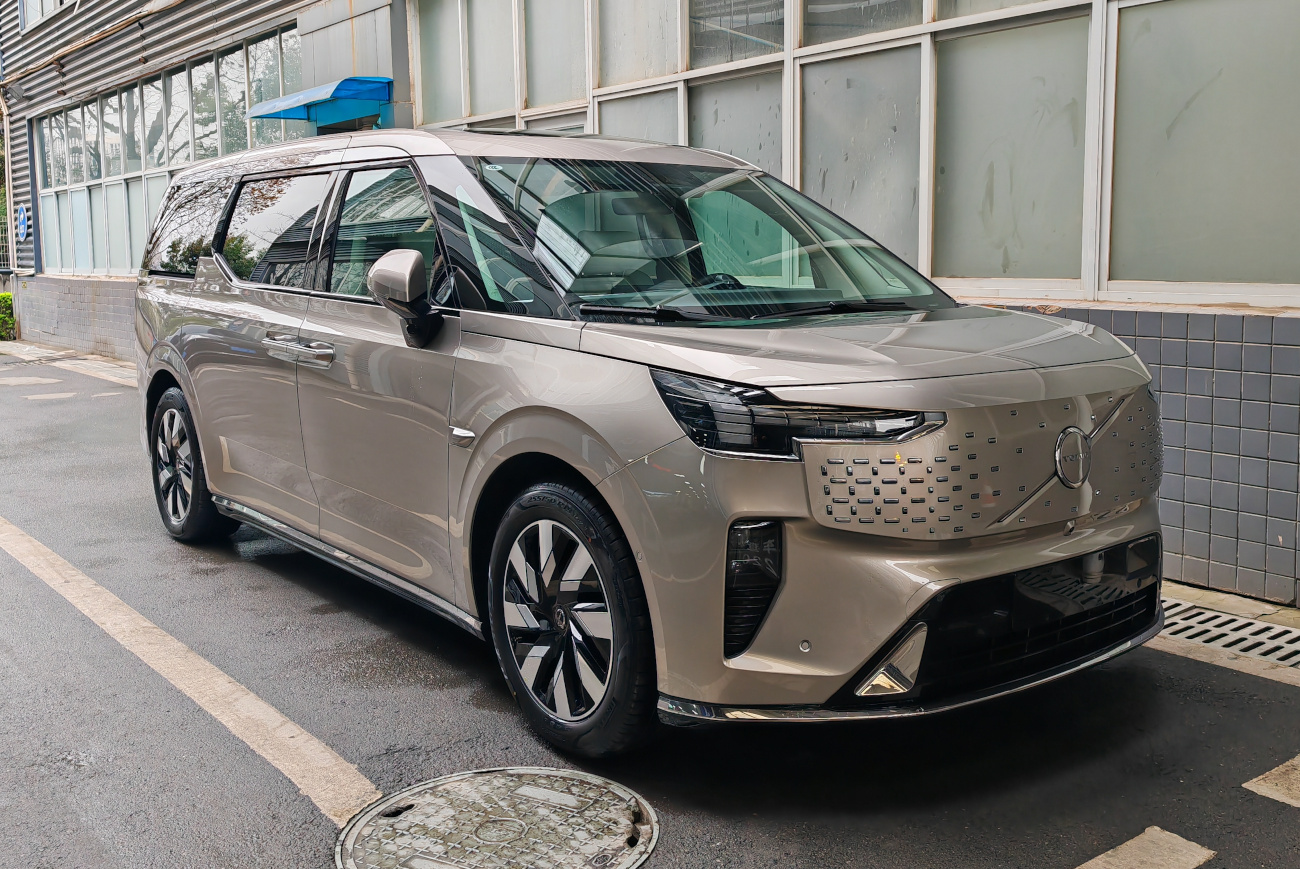
فولفو إي إم 90

### سيارات مفهومية
- فولفو فينوس بيلو (1933)
- فولفو فيليب (1952)
- فولفو مارغريت روز (1953)
- فولفو إليزابيث الأولى (1953)
- فولفو جي تي زد (1969)
- فولفو جي تي زد 3000 (1970)
- فولفو في إي إس سي (1972)
- فولفو 1800 إي إس سي (1972)
- فولفو إي سي (1977)
- تاكسي فولفو سيتي (1977)
- فولفو تندرا (1979)
- سيارة فولفو ڤي سي سي – سيارة مفهومية من فولفو (1980)
- فولفو إل سي بي 2000 (1983)
- فولفو إي سي سي – سيارة صديقة للبيئة (1992)
- فولفو إيه سي سي – سيارة مفهومية للمغامرات (1997)
- فولفو إس سي سي – سيارة مفهومية للسلامة (2001)
- فولفو بي سي سي – سيارة مفهومية عالية الأداء (2001)
- فولفو بي سي سي 2 (2002)
- فولفو إيه سي سي 2 (2002)
- فولفو ڤي سي سي – سيارة مفهومية متعددة الاستخدامات (2003)
- فولفو واي سي سي – سيارتك النموذجية (2004)
- فولفو تي 6 (2005)
- فولفو 3 سي سي (2005)
- مفهوم تصميم فولفو سي 30 (2006)
- فولفو إكس سي 60 الاختبارية (2006)
- مفهوم فولفو للشحن (2007)
- فولفو إس 60 الاختبارية (2008)
- سي 30 DRIVe الكهربائية (2010)
- مفهوم فولفو يونيفرس (2011)
- مفهوم فولفو يو (2011)
- سيارة فولفو كوبيه كونسبت (2013)
- سيارة فولفو كونسيبت استيت (2014)
- فولفو كونسيبت إكس سي كوبيه (2014)
- فولفو 40.1 (2016)
- فولفو 40.2 (2016)
- فولفو 360 سي (2018)
- فولفو كونسبت ريتشارج (2021)

## الدفع البديل
في عام 2019، أعلنت شركة فولفو أنها تخطط لإنتاج سيارات كهربائية بالكامل فقط اعتبارًا من عام 2040 فصاعدًا. ابتداءً من عام 2040، تخطط الشركة للتوقف عن إنتاج المركبات التي تعمل بمحركات الاحتراق الداخلي. في مارس 2021، ضاعفت فولفو هذه الخطط والتزمت بأن تكون شركة تصنيع سيارات كهربائية فقط بحلول عام 2030.

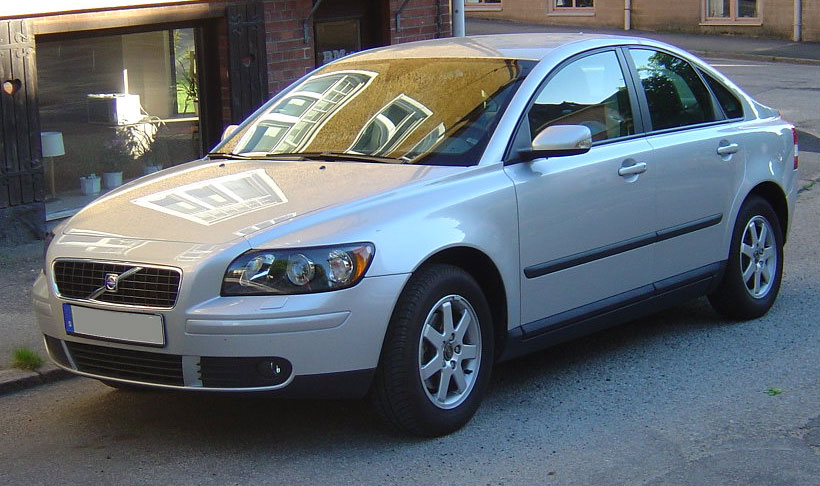
كانت سيارة فولفو فليكسي فيول إس 40 موديل 2005 واحدة من أولى سيارات إي 85 المرنة للوقود التي تم إطلاقها في السوق السويدية بواسطة شركة تصنيع سيارات محلية. تم طرح فولفو فليكسي فيول الآن في السوق الأوروبية.

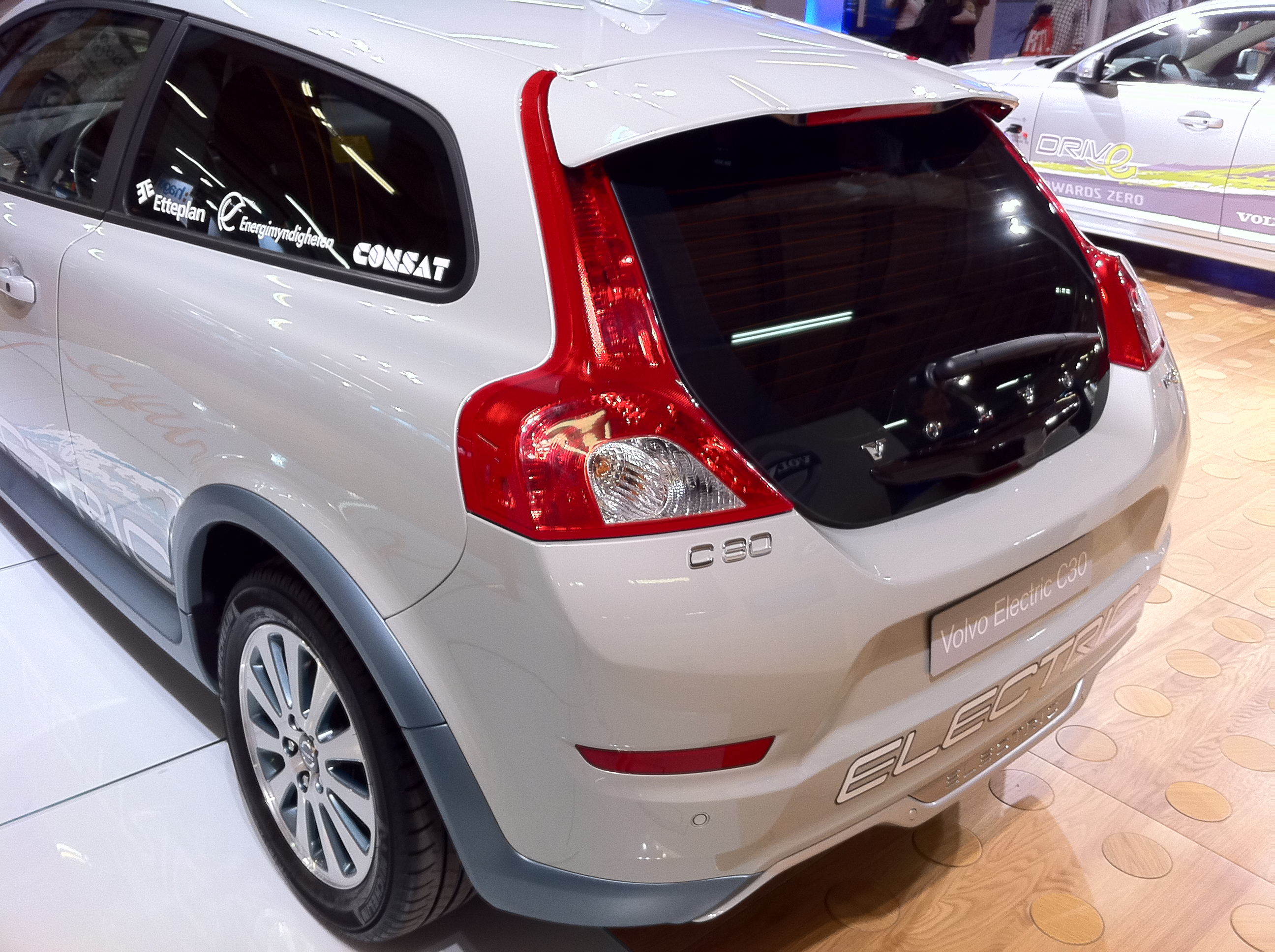
تم عرض سيارة فولفو سي 30 DRIVe الكهربائية النموذجية في معرض باريس للسيارات لعام 2010.

### المركبات التي تعمل بالوقود المرن
في عام 2005، قدمت شركة فولفو إلى السوق السويدية أول طرازات إي 85 المرنة للوقود. قدمت شركة فولفو طرازيها إس 40 وڤي 50 بمحركات تعمل بالوقود المرن، وانضمت إليها في أواخر عام 2006 سي 30 الجديدة آنذاك. كانت جميع موديلات فولفو مقتصرة في البداية على السوق السويدية، حتى عام 2007، عندما تم إطلاق هذه الموديلات الثلاثة في ثمانية أسواق أوروبية جديدة. في عام 2008، أطلقت فولفو ڤي 70 بمحرك مرن يعمل بالوقود التوربيني سعة 2.5 لتر.

### السيارات الهجينة القابلة للشحن
تعد سيارة فولفو ريتشارج سيارة هجينة قابلة للشحن بمدى كهربائي كامل (إيه إي آر) يبلغ 60 ميل (97 كـم) ) . تم الكشف عنها رسميًا في معرض فرانكفورت للسيارات عام 2007.
في 1 يونيو 2009، أعلنت فولفو عن إطلاق سلسلة إنتاج من السيارات الهجينة التي تعمل بالديزل والكهرباء بحلول عام 2012. وتخطط الشركة لبيع سلسلة هجينة بهدف تحقيق انبعاثات أقل من 50% جرام من ثاني أكسيد الكربون لكل كيلومتر. وكجزء من مشروع مشترك مع فاتنفال ، وهي شركة طاقة سويدية، قامت شركة فولفو بتحويل سيارتين من طراز فولفو ڤي 70 إلى سيارتين هجينتين تعملان بالكهرباء، وقد تم اختبارهما ميدانيًا في غوتنبرغ، السويد منذ ديسمبر 2009. عرضت شركة فاتنفال على العملاء المشاركين في هذه التجربة إمدادهم بالكهرباء المتجددة المولدة من طاقة الرياح أو الطاقة الكهرومائية. ومن بين التحديات الأخرى، سمح هذا الاختبار بتجربة المدى الكهربائي بالكامل في درجات حرارة منخفضة، وهو ما كان عيبًا في المركبات التي تعمل بالكهرباء.

### السيارة الكهربائية
تم عرض فولفو سي 30 DRIVe الكهربائيةالنموذجية في معرض باريس للسيارات لعام 2010 وأعلنت فولفو أن الاختبارات الميدانية ستبدأ في عام 2011 في الولايات المتحدة وأوروبا والصين. تحتوي السيارة الكهربائية سي 30 DRIVe على بطارية ليثيوم أيون، وتصل سرعتها القصوى إلى 130 كم/س (81 ميل/س) في الساعة، ونطاق كهربائي بالكامل يصل إلى 150 كيلومتر (93 ميل) . بدأ الاختبار الميداني في عام 2010 بعشر وحدات في غوتنبرغ، السويد.

### توربينات الغاز الهجينة
تم عرض فولفو إي سي سي (سيارة مفهومية صديقة للبيئة) في معرض باريس للسيارات عام 1992. كان مدى المركبات على البطاريات وحدها 90 ميلاً (140 كم). كم)، وعندما يتم دمجها مع خزان الوقود الكامل للتوربين، فإن المسافة المقطوعة تبلغ حوالي 415 ميلاً (668 كم). كم).

### محركات درايف-إي
بدءًا من طراز عام 2015 (فولفو إس 60، و ڤي 60، و إكس سي 60)، قدمت فولفو خطًا من محركات الدفع القسري رباعية الأسطوانات، والتي أطلق عليها اسم "درايف-إي"، لزيادة كفاءة طرازاتها دون التضحية بالأداء. ظهرت هذه المحركات أيضًا لأول مرة في جميع أنحاء التشكيلة في ذلك العام، وظهرت أيضًا في الجيل الثاني من فولفو إكس سي 90. ومن الناحية النظرية، ستتمتع الإصدارات الهجينة من هذه المحركات بقوة كافية لمضاهاة المحركات ذات الثماني أسطوانات.

## مواقع الإنتاج

### السويد
- تورسلاندا (سيارات فولفو تورسلاندا - تورسلاندافيركن ) 1964 إلى الوقت الحاضر
  - فولفو ڤي 60، فولفو إكس سي 60، فولفو ڤي 90، فولفو إكس سي 90
- أولوفستروم (مكونات الجسم)
- سكوفدي (محركات)
- فلوبي (مكونات المحرك، أقراص الفرامل)[125]

### بلجيكا
- خنت (فولفو كار جنت) 1965 حتى الآن
  - فولفو إكس سي 40، فولفو سي 40،[126] فولفو إس 60، فولفو ڤي 60

### الصين
- تشنغدو (شركة تشونججيا لتصنيع السيارات) 2013 حتى الآن
  - فولفو إس 60 إل، فولفو إكس سي 60
- داتشينغ (شركة داتشينغ فولفو لتصنيع السيارات) 2014 حتى الآن
  - فولفو إس 90، فولفو إس 90 إل
- لوتشياو (تصنيع جيلي تشجيانغ) 2016 إلى الوقت الحاضر
  - فولفو إكس سي 40  [لغات أخرى]‏
- تشانغجياكو (المحركات)

### ماليزيا
- شاه عالم (شركة تصنيع سيارات فولفو ماليزيا) 1967 حتى الآن
  - فولفو إس 60، فولفو إس 90، فولفو ڤي 60، فولفو إكس سي 40، فولفو إكس سي 60، فولفو إكس سي 90

### الهند
- بنغالور (فولفو للسيارات إنديا) 2017 حتى الآن
  - فولفو إس 90، فولفو إكس سي 60، فولفو إكس سي 90

### الولايات المتحدة
- ريدجفيل، كارولاينا الجنوبية (سيارات فولفو أمريكا الشمالية) 2018–حتى الآن[127][128]
  - فولفو إس 60  [لغات أخرى]‏

## المرافق الأخرى

### السويد
- غوتنبرغ (المقر الرئيسي لسيارات فولفو ومركز البحث والتطوير والسلامة)
- هيدارد (ساحة اختبار هاليريد)

## أنواع المحركات
تستخدم فولفو محركات مستقيمة أو متسلسلة في مركباتها الإنتاجية. تشتهر فولفو أيضًا بتطبيق محرك 5 أسطوانات متتالية في مجموعة سياراتها منذ تقديمه في عام 1991 في فولفو 850 .
- صمام جانبي رقم ستة - تم تركيبه في PV651/2، وTR671/4، وPV653/4، وTR676/9، وPV658/9، وPV36، وPV51/2، وPV53/6، وPV801/2، وPV821/2، وPV831/2، وPV60 من عام 1929 إلى عام 1958
- B4B و B14A – تم تركيبهما في فوافو بي ڤي وفولفو دويت من عام 1947 إلى عام 1956
- B16 (A وB) – تم تركيبها في بي ڤي ودويت و فولفو أمازون من عام 1957 إلى عام 1960
- ب18 و ب20 – 1.8 لتر/2.0 تم تركيب محرك L OHV 8v في جميع موديلات فولفو من عام 1961 إلى عام 1974 باستثناء موديلات 164 (وموديلات 240 بمواصفات الولايات المتحدة لعام 1975).
- ب19 ، ب21 ، و B23 – تم تركيبها منذ عام 1975
- B200 و B230 – 2.0 ل و 2.3 L، على التوالي، SOHC 8v تم تركيبها في سيارات السلسلة 240 و360 و700 و940 من عام 1985
- B204 و B234 – 2.0 ل و 2.3 محركات L DOHC ذات 16 صمامًا
- B27 / B28 و B280 – 2.7 و 2.8 محرك L SOHC 12v تم تطويره بالتعاون مع رينو وبيجو
- B30 – مُجهزة لجميع موديلات 164

## ناقل الحركة
في الماضي، كانت شركة زد أف فريدريشهافين تصنع نواقل الحركة الأوتوماتيكية الخاصة بسيارات فولفو، ولكن الآن يتم تطوير نواقل الحركة بالتعاون مع آيسين اليابانية. جيرترونيك هو اسم شركة فولفو للسيارات لناقل الحركة اليدوي الخاص بها.

### ناقل الحركة الأوتوماتيكي
- ناقل الحركة بورج-وارنر 35  [لغات أخرى]‏
- ناقل الحركة بورج-وارنر 55  [لغات أخرى]‏
- ناقل الحركة لسلسلة فولفو إيه دبليو 70
  - ناقل الحركة فولفو إيه دبليو 70
  - ناقل الحركة فولفو إيه دبليو 71
  - ناقل الحركة فولفو إيه دبليو 72
- إيه دبليو 50-42 (أوتوماتيكي بأربع سرعات، دفع أمامي/دفع رباعي)
- AW55-50/51 (أوتوماتيكي بخمس سرعات، دفع أمامي/دفع رباعي)
- GM4T65EV/GT (ناقل حركة أوتوماتيكي جي إم رباعي السرعات، دفع أمامي/دفع رباعي كامل)
- AWTF-80 SC (أوتوماتيكي بست سرعات، دفع أمامي/دفع رباعي)
- ناقل الحركة ZF 4HP22 (ناقل حركة أوتوماتيكي بـ 4 سرعات، 4x4)

### ناقل الحركة اليدوي
- ناقل الحركة فولفو إم 30  [لغات أخرى]‏
- ناقل الحركة فولفو إم 40  [لغات أخرى]‏
- ناقل الحركة فولفو إم 400 وإم 410  [لغات أخرى]‏
- ناقل الحركة فولفو إم 41
- ناقل الحركة فولفو إم 45
- ناقل الحركة فولفو إم 46
- ناقل الحركة فولفو إم 47
- ناقل الحركة فولفو إم 50
- ناقل الحركة فولفو إم 51
- ناقل الحركة فولفو إم 56
- ناقل الحركة فولفو إم 58
- ناقل الحركة فولفو إم 59
- ناقل الحركة فولفو إم 65
- ناقل الحركة فولفو إم 66
- ناقل الحركة فولفو إم 90  [لغات أخرى]‏
- أي بي 5
- إم تي إكس-75  [لغات أخرى]‏
- إم إم تي 6
- إم بي إس 6 (ناقل حركة مزدوج القابض بست سرعات، نظام دفع أمامي)

## رياضة السيارات

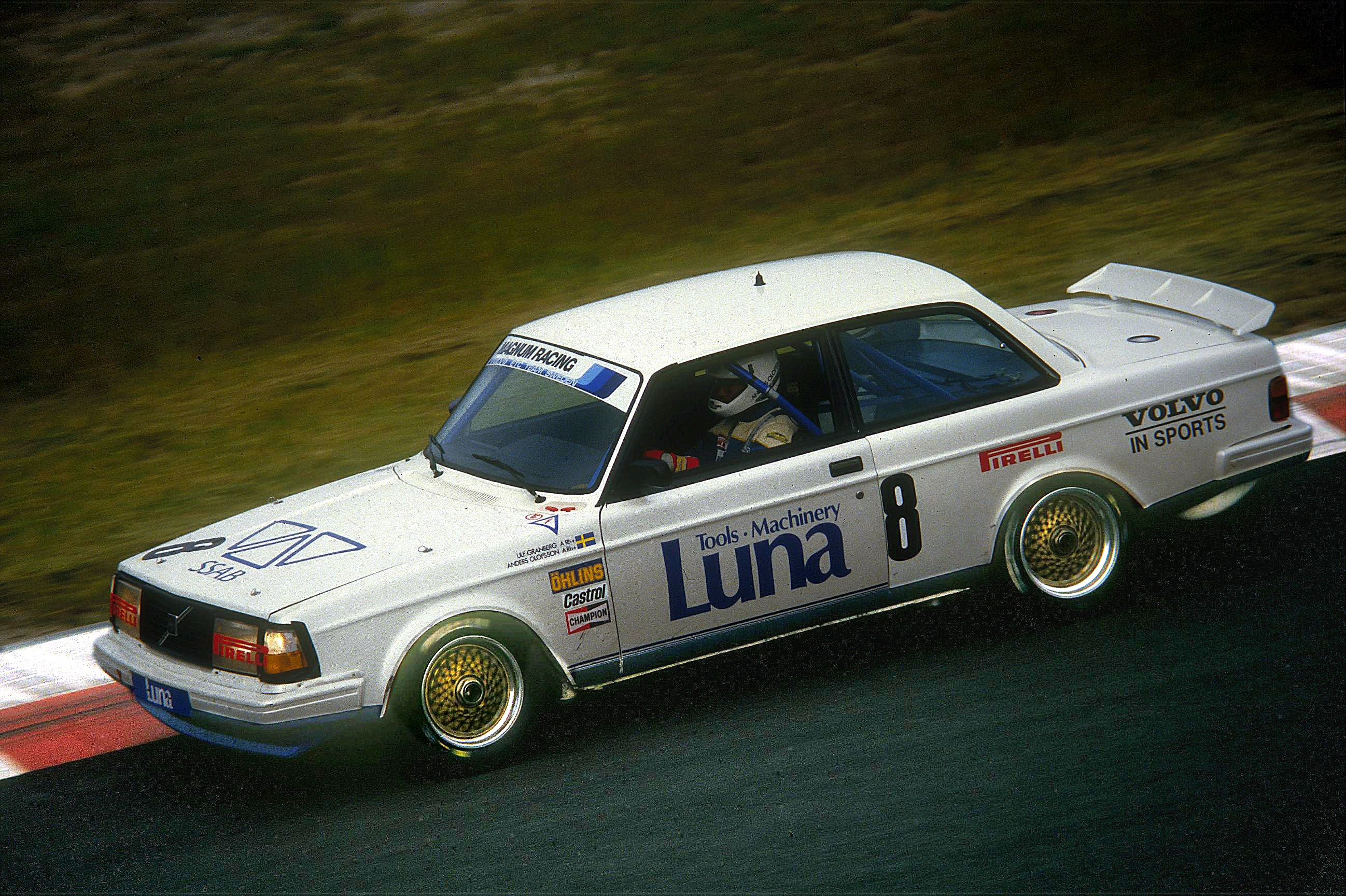
أندرس أولوفسون يتسابق بسيارة فولفو 240 في نوربورغرينغ في عام 1985.

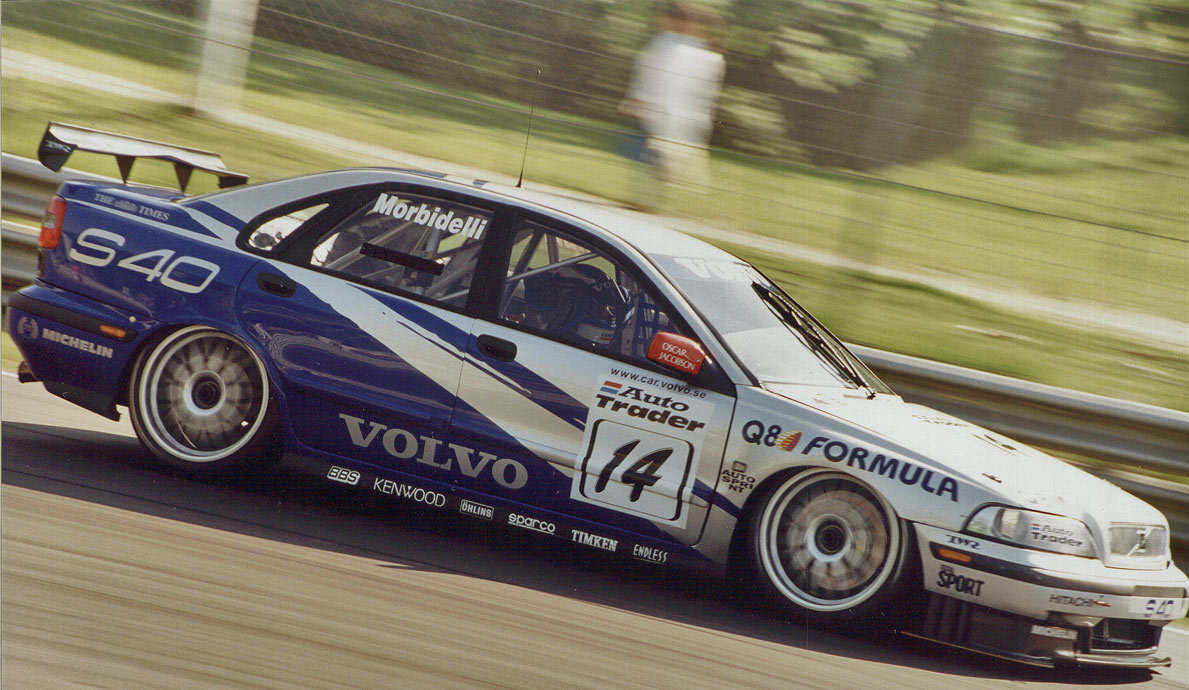
جياني موربيديلي يتنافس في بطولة السيارات السياحية البريطانية لعام 1998 بسيارة فولفو إس 40.

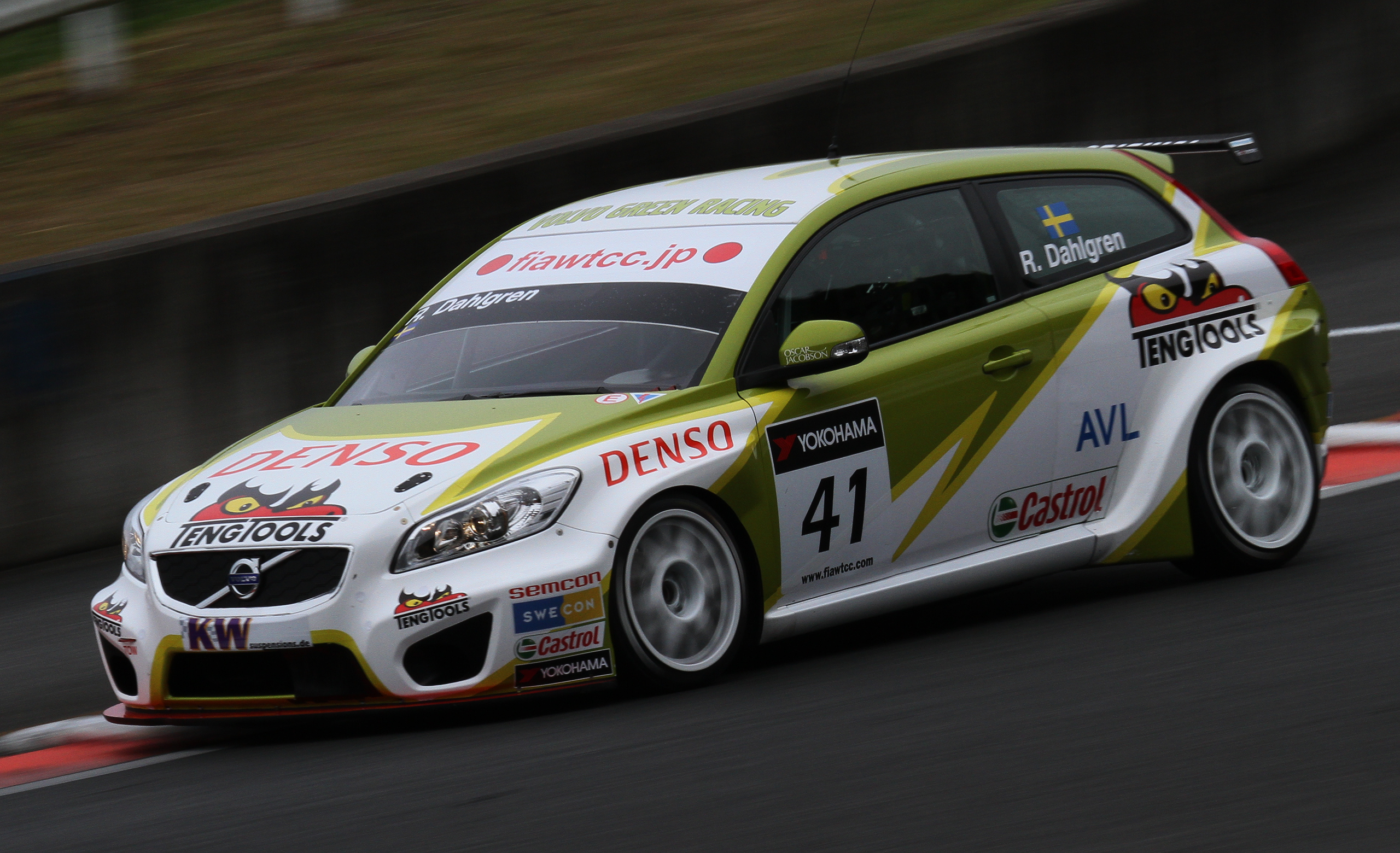
روبرت دالجرين يتسابق بسيارة فولفو سي 30 WTCC في سباق WTCC 2010 في اليابان.

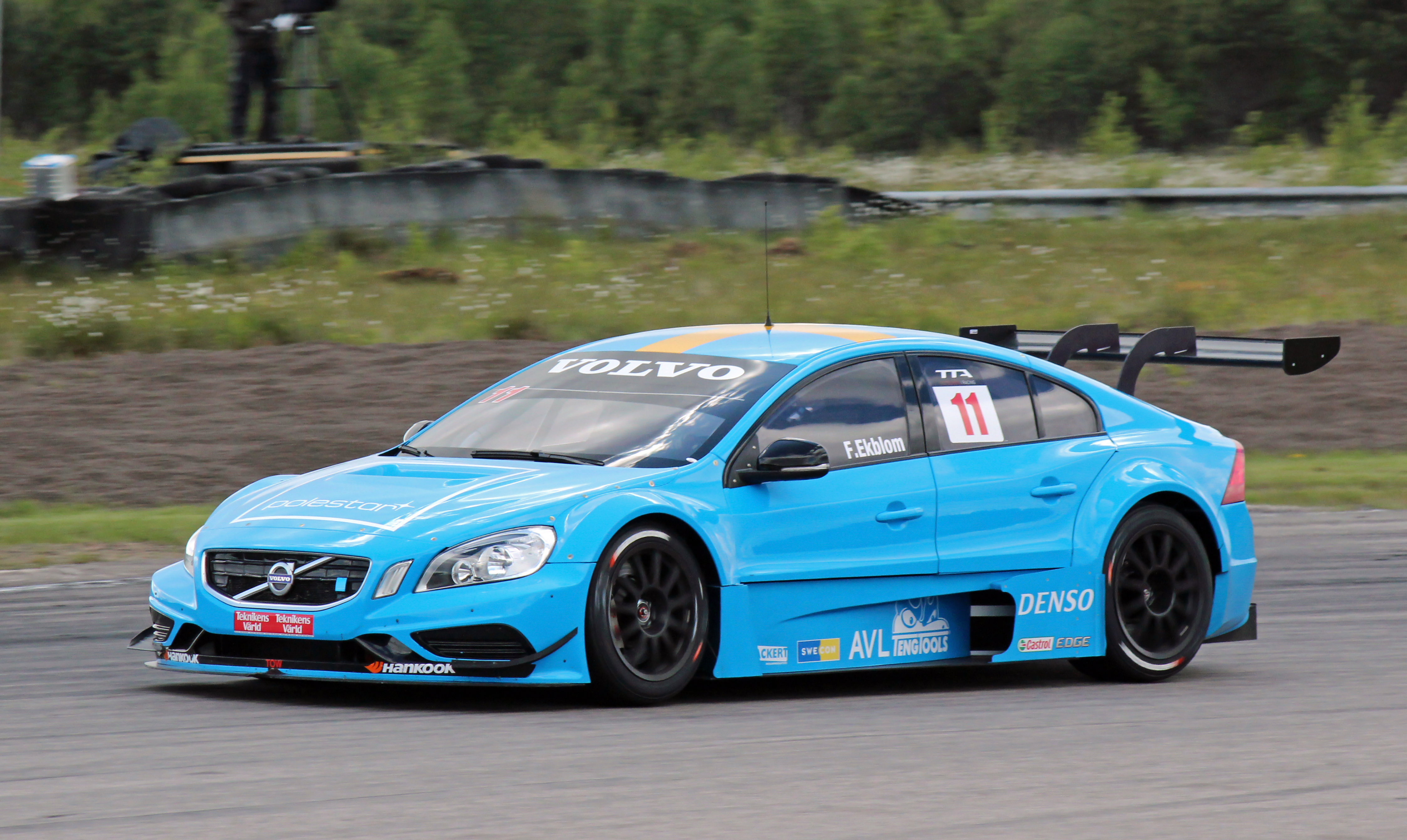
فريدريك إيكبلوم يقود سيارة فولفو إس 60 إم كيه.2 في مضمار سباق أندرستورب كجزء من TTA – دوري النخبة للسباقات لعام 2012.

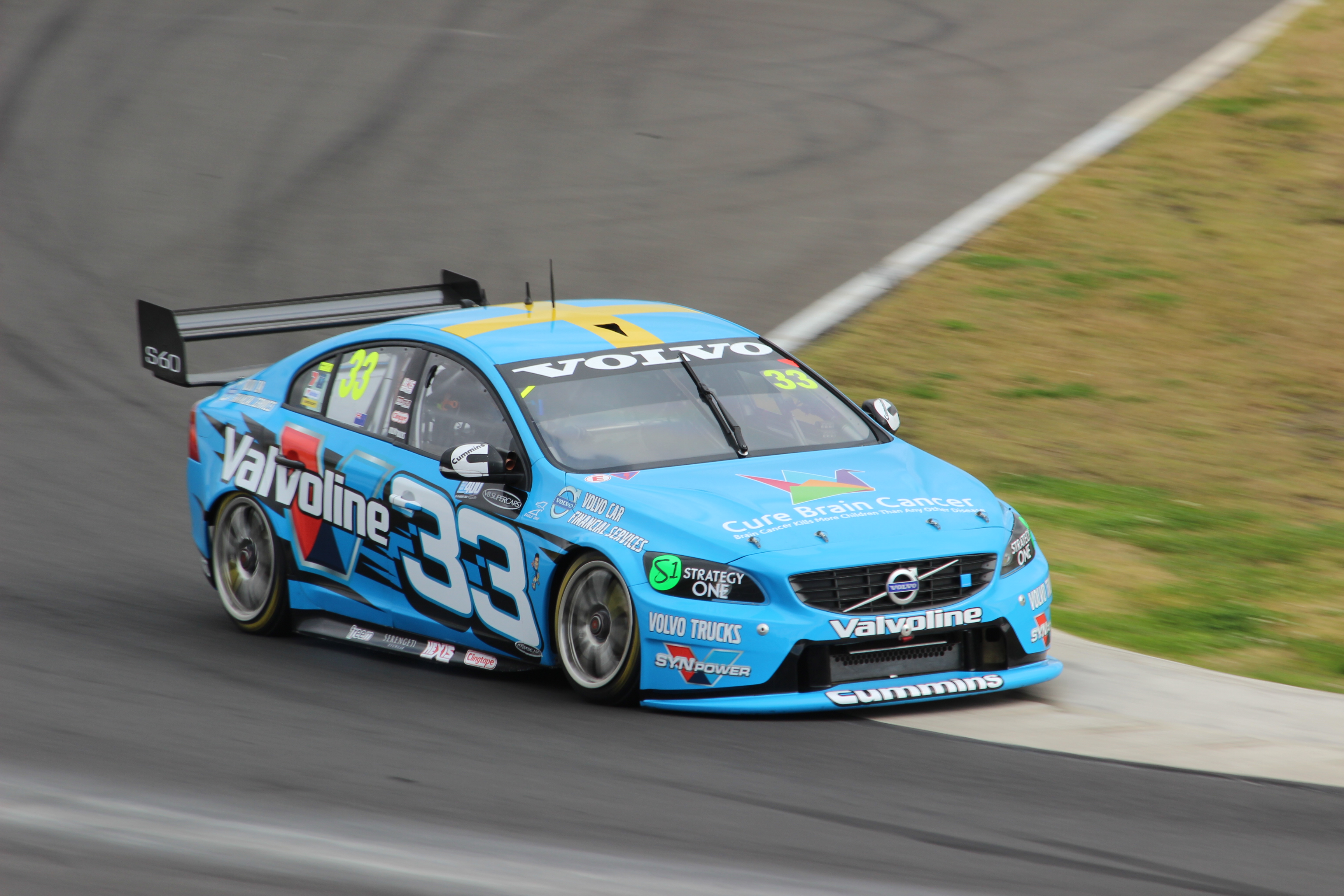
سيارة فولفو إس 60 في 8 الخارقة التي قادها سكوت ماكلولين في سباق سباق سيدني موتورسبورت بارك 400 لعام 2014.

في عام 1959، أنشأت شركة فولفو قسم رياضة السيارات الخاص بها. وقد أدى هذا إلى تمتع فولفو بنجاح عالمي في مجال رياضة السيارات طوال أوائل الستينيات. في عام 1961، تم تعيين جونار أندرسون مديرًا لقسم المنافسة في شركة فولفو، حيث قام بالتوقيع مع عدد من السائقين، بما في ذلك كارل ماجنوس سكوغ، وتوم ترانا، وإيوي روسكفيست، على الرغم من أنه استمر في التنافس في الراليات. في عام 1964، قامت فولفو باستثمارات ضخمة في سباق سفاري رالي، حيث شاركت بأربع سيارات فولفو بي في 544 في مسابقة عام 1964. فازت سيارة بي في 544، المستعارة من فولفو ثم المعدلة والتي قادها جوغيندر وجاسوانت سينغ، برالي سفاري في عام 1965.
دخلت فولفو بطولة أوروبا للسيارات السياحية بسيارة فولفو 240 توربو في ثمانينيات القرن العشرين. في بطولة أوروبا لسيارات السياحة لعام 1984، فاز الفريق السويدي الترويج الرياضي بكأس إي جي في حلبة زولدر، ثم حصل على المركز الثاني في حلبة موجيلو. في عام 1985، تعاقدت شركة فولفو مع خبير المحركات السويسري رودي إيجينبرجر لإدارة فريق العمل الخاص بها من خلال إيجنبرجر موتورسبورت. قاد سائقا الفريق جيانفرانكو برانكاتيلي وتوماس ليندستروم سيارة 240 تي إلى الفوز في بطولة إي تي سي سي لعام 1985.
وفي عام 1985 أيضاً، اشترى النيوزيلندي مارك بيتش سيارة فولفو 240 تي من فريق ماغنوم في السويد (وادعى أنه كان يقود سيارة فولفو 240 تي الخاصة الوحيدة خارج أوروبا)، كما فاز السائقان روبي فرانسيفيتش وميشيل ديلكورت بسباق ويلينغتون 500 في الشوارع في نيوزيلندا في يناير. واصل فرانسيفيتش تحقيق المركز الخامس في بطولة أستراليا للسيارات السياحية لعام 1985، محققًا الفوز في سيمونز بلينز وأوران بارك. كما شارك فريق بيتش المدعوم من المصنع في سباق باثورست 1000 عام 1985. وانضم توماس ليندستروم لاحقًا إلى فرانسيفيتش للفوز بسباق ويلينغتون 500 عام 1986. أصبح فريق بيتش فريق وكلاء فولفو في عام 1986، وتوسع إلى سيارتين، كانت الأخرى لجون بوي، الذي قاد سيارة فولفو مع فرانسيفيتش في سباق باثورست 1000 عام 1985.
تعاقدت شركة فولفو مع فريق راس سبورت البلجيكي ليكون فريق عملها في إي تي سي سي في عام 1986، بعد انتقال إيجنبرجر لسباق سيارة فورد سييرا. وضم هذا الفريق البطل المدافع ليندستروم، وانضم إليه سائق سباقات الدراجات النارية السابق في الفورمولا وان وسباق الجائزة الكبرى للدراجات النارية جوني سكوتو، بالإضافة إلى أولف جرانبيرج وأندرس أولوفسون. حقق الفريق انتصارات في هوكنهايم، وأنديرستورب، وبرنو، وأوستريتشرينج، وزولدر، على الرغم من استبعاد الانتصارات في أنديرستورب وأوستريتشرينج بسبب استخدام الوقود غير القانوني.
كما شاركت السيارة 240 تي في سباق غويا، وهو جزء من سباق الجائزة الكبرى في ماكاو في أعوام 1985 و1986 و1987، وفازت به في عامي 1985 و1986.
شهدت فولفو أيضًا نجاحًا في دويتشه تورنفاجين مايسترشافت (بطولة السيارات السياحية الألمانية)، مع فوز 240 توربو بقيادة بير ستورسون بسباق دي تي إم لعام 1985.
شاركت فولفو أيضًا في بطولة السيارات السياحية البريطانية في التسعينيات مع فريق توم ووكينشو ريسينغ. كانت هذه الشراكة مسؤولة عن إنتاج سيارات السباق المثيرة للجدل 850 ايستيد، والتي قادها ريكارد ريديل وجان لامرز، والتي حققت أفضل مركز تأهيلي في المركز الثالث وأفضل مركز في السباق في المركز الخامس، والتي لم تصبح غير تنافسية إلا عندما سمحت الاتحاد الدولي للسيارات باستخدام المساعدات الديناميكية الهوائية في عام 1995. بعد ذلك قامت تي دبليو أر ببناء وتشغيل سيارة 850 صالون، مع ستة انتصارات في عام 1995، وخمسة انتصارات في عام 1996، وسيارة إس 40، مع فوز واحد في عام 1997 في بي تي سي سي، بالإضافة إلى حصول فولفو على المركز الثالث في بطولة المصنعين، في كل من عامي 1995 و1996. في عام 1998، فاز فريق فولفو تي دبليو أر ببطولة السيارات السياحية البريطانية مع ريكارد رايدل الذي كان يقود سيارة إس 40 أر.
كما تنافست فولفو أيضًا في فئة سوبر تورينج بسيارتها 850 في جميع أنحاء أوروبا وأستراليا. قاد سائق سباق السيارات الأسترالي بيتر بروك سيارة 850 تي 5 مع توني سكوت في سباق جيمس هاردي 12 ساعة لإنتاج السيارات في عام 1994 في باثورست، واحتل المركز الخامس والعشرين. كما قاد سيارة 850 صالون في بطولة أستراليا سوبر تورينج لعام 1996، وحصل على المركز السادس في بطولة السائقين.
شاركت فولفو إس 60 بانتظام في بطولة السويد للسيارات السياحية ، حيث احتلت المركز الثاني في بطولة السائقين مرتين وفازت بلقب الشركات المصنعة مرة واحدة. استمرت سباقات إس 60 بعد تشكيل بطولة السيارات السياحية الاسكندنافية، وهي اندماج بطولتي السيارات السياحية السويدية والدنماركية. فاز ثيد بيورك بثلاثة ألقاب متتالية من عام 2013 إلى عام 2015، وهو يقود سيارة إس 60 التي أعدتها شركة سباقات بوليستار .
من عام 2002 إلى عام 2007، كانت هناك سلسلة سباقات إس 60 أحادية الصنع كسلسلة دعم لبطولة السيارات السياحية السويدية المعروفة باسم كأس تحدي إس 60، باستخدام 26 سيارة إس 60 معدلة في المصنع.
تم قيادة سيارة إس 60 بواسطة روبرت دالغرين في الجولة السويدية من بطولة العالم لسيارات السياحة 2007.
ظهرت سيارة الجيل الأول من إس 60 لأول مرة في منافسات عام 2006، في فئة تحدي السرعة العالمي جي تي. تم تقديم الجيل الثاني من الموديل لموسم 2009. في عام 2010، تم توسيع برنامجها ليشمل تحدي سباقات إس سي أيه أيه للمحترفين العالمي، حيث فازت ببطولتي السائقين والمصنعين في فئة جي تي. تم توسيع البرنامج مرة أخرى في عام 2011، ليشمل تحدي بيريللي العالمي.
في عام 2008، دخلت فولفو بطولة السيارات السياحية السويدية بسيارة سي 30 تعمل بالوقود الحيوي الإيثانول إي 85. وكان روبرت دالغرين وتومي روستاد السائقين، حيث احتلا المركزين الخامس والعاشر على التوالي في البطولة. كما أشارت شركة فولفو أيضًا إلى نيتها الدخول في بطولة السيارات السياحية البريطانية لعام 2009 بنفس السيارة.
دخلت فولفو بطولة في 8 سوبركارز بسيارتين إس 60 في عام 2014 مع فريق غاري روجرز موتورسبورت ، وكانتا تنافسيتين على الفور. بعد عشرة مراكز أولى وأربعة انتصارات في السباقات، احتل سكوت ماكلولين المركز الخامس في البطولة وحصل على ميدالية باري شين.

## التسويق

لقد تم استخدام رمز المريخ منذ العصور القديمة لتمثيل الحديد.

اسم فولفو هو اسم لاتيني ويعني "أنا أتدحرج".

### الشعار
رمز فولفو هو علامة كيميائية قديمة للحديد . يتم استخدام علامة الحديد لترمز إلى قوة الحديد المستخدم في السيارة حيث أن السويد معروفة بجودة الحديد. كان الخط القطري (شريط معدني) عبر الشبكة يحمل الرمز الفعلي، وهو عبارة عن دائرة بها سهم، أمام المبرد.

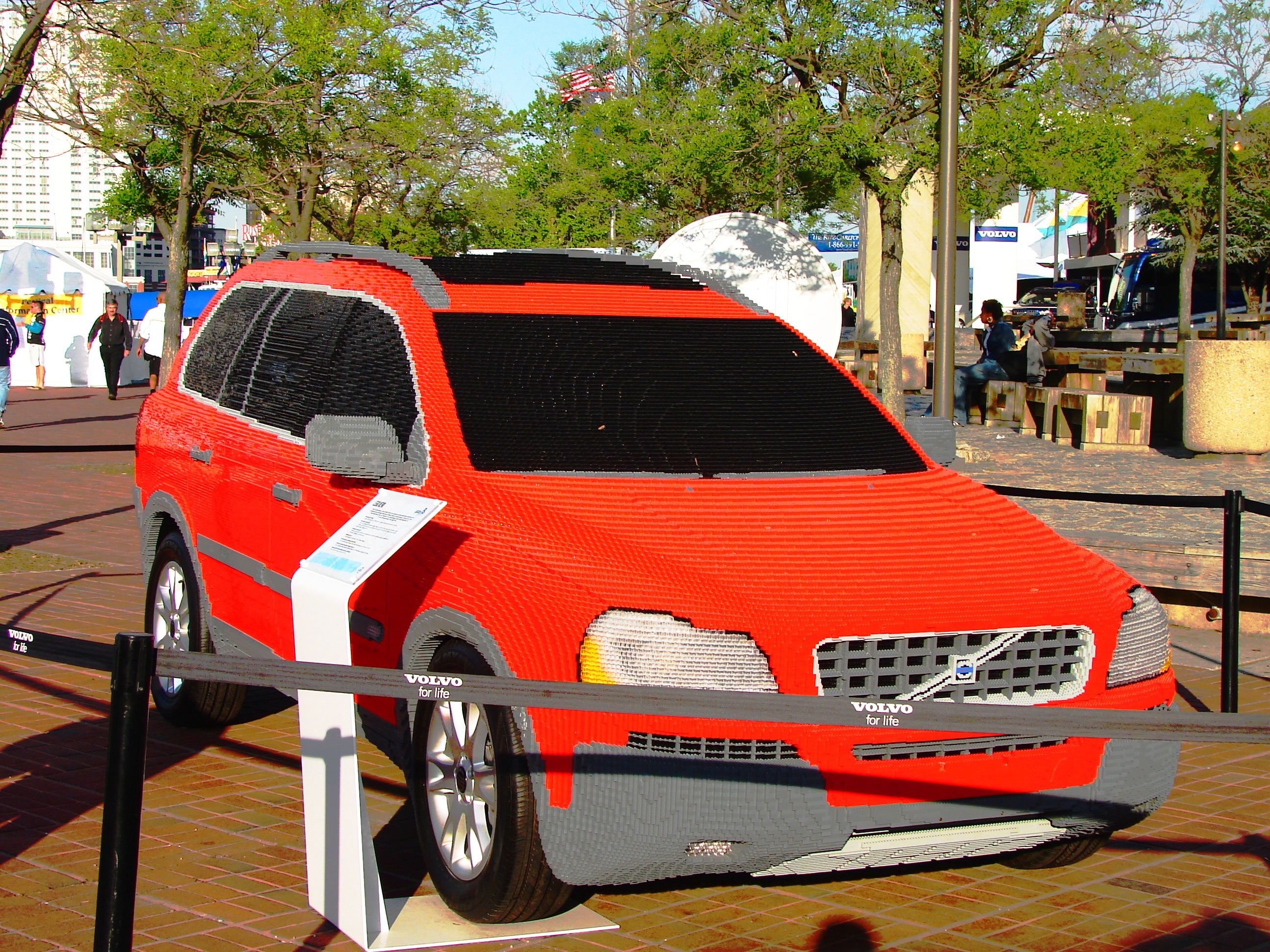
نموذج لسيارة فولفو إكس سي 90 مصنوع من مكعبات ليغو معروض في سباق فولفو للمحيطات - 2006 في ميناء بالتيمور الداخلي

### الرعاية
لدى شركة فولفو منذ الخمسينيات برامج مبيعات دولية خاصة للعملاء المعينين في الخارج، على سبيل المثال مبيعات الدبلوماسيين، ومبيعات العسكريين، ومبيعات المغتربين.
أصبحت العلامة التجارية فولفو مملوكة بشكل مشترك (50/50) لمجموعة فولفو ومجموعة فولفو للسيارات. أحد الأنشطة الترويجية الرئيسية للعلامة التجارية هو سباق فولفو للمحيطات للإبحار، المعروف سابقًا باسم سباق ويتبريد حول العالم . هناك أيضًا سباق فولفو للبحر البلطيقي وسباق فولفو للمحيط الهادئ، كما تحب فولفو تشجيع صورتها من خلال رعاية بطولات الجولف في جميع أنحاء العالم بما في ذلك أحداث البطولة الكبرى التي تسمى فولفو ماسترز وفولفو الصين المفتوحة.
قامت شركة فولفو برعاية سباق فولفو للمحيطات، وهو سباق اليخوت الرائد حول العالم لأول مرة في عامي 2001 و2002. وكان من المقرر أن تقام النسخة المقبلة بين عامي 2011 و2012. تتمتع شركة فولفو أيضًا بالتزام طويل الأمد تجاه الاتحاد الدولي للإبحار (ISAF) وتشارك في بطولة العالم للشباب للإبحار Volvo/ISAF منذ عام 1997.
في عام 2011، أصبحت شركة فولفو للسيارات الراعي الرئيسي لمهرجان الرياضات الشتوية والموسيقى قصف الثلوج في النمسا.
في عام 2012، وقعت شركة فولفو مع نجم الدوري الاميركي للمحترفين جيريمي لين اتفاقية تأييد لمدة عامين للمشاركة في أنشطة فولفو المؤسسية والتسويقية بصفته "سفيرًا للعلامة التجارية" لشركة فولفو للسيارات.
في عام 2015، وقعت فولفو صفقة مع نادي تشينايين، وهو فريق امتياز لكرة القدم في الدوري الهندي الممتاز، كراعٍ لقميص الفريق.

### ألعاب الفيديو
في مايو 2009، تم إصدار لعبة Volvo – The Game (فولفو – اللعبة). تم تطويره بواسطة استوديوهات سيمبين (بالإنجليزية: Simbin Studios)‏ (المعروفة الآن باسم استوديوهات سکتور 3 (بالإنجليزية: Sector3 Studios)‏).

## وصلات خارجية
- الموقع الرسمي